# Pereira
Pereira es un municipio colombiano, capital del departamento de Risaralda. Es la ciudad más poblada de la región del eje cafetero; integra el Área Metropolitana de Centro Occidente junto con los municipios de Dosquebradas y La Virginia. Está ubicada en la región centro-occidente del país, en el valle del río Otún en la Cordillera Central de los Andes colombianos.
Como capital del departamento de Risaralda, Pereira alberga las sedes de la Gobernación de Risaralda, la Asamblea Departamental, el Tribunal Departamental, el Área Metropolitana y la Fiscalía General. También se asientan en ella numerosas empresas públicas e instituciones y organismos del estado colombiano. Por estar en el centro del Triángulo de Oro (Bogotá, Medellín y Cali), ha cobrado gran relevancia, especialmente en el ámbito del comercio.

## Toponimia
El nombre de la ciudad de Pereira fue designado por el apellido del abogado Francisco Pereira Martínez, hombre cercano a la lucha independentista que había expresado el deseo de fundar una ciudad en el terreno de su propiedad en la zona que ocupaba la antigua Cartago. La Villa de Pereira fue nombrada en homenaje a él después de su muerte.
Pereira es conocida como «La querendona, trasnochadora y morena», «La ciudad sin puertas» y «La perla del Otún».

## Historia
En estos territorios habitaban múltiples comunidades y cacicazgos, culturalmente diversos. Durante la ocupación de los españoles no se lograron identificar las diferencias culturales o lingüísticas, lo que implicó que a todas las comunidades y cacicazgos que ocuparon la zona se les asignara el nombre de quimbayas.
En investigaciones de las últimas décadas, de tipo históricas, etnohistóricas y arqueológicas se ha ido aproximando a la identificación de dichos grupos, quiénes eran, durante qué periodos ocuparon la zona y en qué área, así como las características culturales que los identificaban. 
Uno de los más reconocidos es los quimbayas, cacicazgo que ocupó esta zona durante el periodo de contacto, muy reconocido por los múltiples mitos sobre oro quimbaya. Es importante aclarar que no era la única sociedad que ocupó los territorios de Pereira, sino que era una de las múltiples cacicazgos, que presentaban relaciones sociales jerárquicas, sedentaria y basada en una economía agrícola (estos datos se encuentran en textos de historiadores de la zona y de investigaciones arqueológicas).
Posterior a su llegada a territorios del norte del Valle, el Mariscal Jorge Robledo solicita a la corona española fundar diversos municipios, pertenecientes actualmente al norte del Valle, Caldas, Quindío y Risaralda. Para el año de 1540 llega a la zona y el 9 de agosto funda la ciudad de Cartago. Para finales del siglo XVII la sociedad se traslada a los territorios donde actualmente se encuentra el municipio de Cartago, en el departamento del Valle del Cauca, en márgenes del río La Vieja. Los historiadores de la zona no han logrado identificar con claridad las circunstancias o motivos por las que la sociedad realiza el abandono de la zona, pero dentro de las teorías más aceptadas se encuentra razones políticas, económicas y/o militares (por posibles luchas intertribales). 
Sobre las escasas ruinas de la población española, cruzada por la vía que conducía del Valle del Cauca a Medellín, a través de Manizales, ya habían construido sus moradas un grupo de 20 familias antioqueñas cuando un puñado de vallecaucanos apareció a fundar la población de Cartago La Vieja, hoy Pereira. No obstante que la iniciativa formal de la fundación provino del grupo caucano, el surgimiento de Pereira fue un capítulo más de la colonización antioqueña, y la contribución de otros grupos sociales como el caucano, fue en sus comienzos relativamente escasa.
Tiempo después, con el ideal de revivir esta ciudad, que hasta entonces era una zona con abundante vegetación, el 24 de agosto de 1863, el sacerdote Remigio Antonio Cañarte y Jesús María Ormaza Niño, entre otros, regresaron a las ruinas de la antigua Cartago, donde establecieron unas cuantas chozas que fueron bendecidas el 30 de agosto del mismo año (1863).
Durante 6 años se llamó Cartago Viejo, pero en 1869 la municipalidad de Cartago le dio el nombre de Villa de Pereira, en honor al doctor Francisco Pereira Martínez, quien en 1816 se refugió en la zona, junto con su hermano Manuel Pereira, tras la derrota de las huestes patriotas de Simón Bolívar en la batalla de Cachirí y manifestase tiempo después el deseo de que se estableciese una ciudad en dichos predios.
A partir de 1870 y sobre todo como resultado de las guerras civiles de 1876 y 1885, la región recibió una nueva oleada de inmigrantes procedentes de Antioquia. Con la circunstancia de que ahora se trataba de un elemento humano de condiciones sociales y psicológicas diferentes. El grupo de 1863 y años siguientes había estado formado por descuajadores de selva que solo aspiraban a tener una sola parcela; el segundo grupo lo integraban hombres de mayores ambiciones y mayor capacidad empresarial. Algunos de ellos estaban vinculados a capitales antioqueños que financiaban sus actividades, que derribaban montañas y abrían haciendas ganaderas utilizando peonadas y fuertes inversiones de capital.
La llegada a la ciudad de un grupo de comerciantes y profesionales a fines de la pasada centuria y comienzos de la presente, introdujo la educación como un nuevo motivo de diferenciación social. Surgió ya un grupo que se hizo dirigente de las actividades económicas, cívicas y políticas de la ciudad, gracias a un mayor grado de cultural.

Durante las primeras décadas del siglo XX, 1910 y 1920, la ciudad vivió un crecimiento de su economía, con actividades de comercio, ganadería y caficultura. Esta última actividad, permitió que las élites locales acumularan capitales que pudieron invertir en el desarrollo de nuevos proyectos empresariales y demás dinámicas comerciales:
"El cultivo del café permitió la integración de la incipiente economía local con el desarrollo regional y nacional, al pasar de la producción de autoconsumo o de un intercambio mercantil simple y cerrado, a las formas de intercambio amplio de bienes y servicios. La comercialización del café terminó por desatar la circulación monetaria, pese a que algunos comerciantes y compradores de café emplearon sistemas especulativos de trueque; la actividad general de intercambio cafetero se desarrolló con moneda metálica".
En 1917 llegó el Ferrocarril de Caldas a la ciudad, lo que incentivó su conexión con el puerto de Buenaventura y facilitó el comercio con otras ciudades, otorgando a Pereira la condición de polo de atracción comercial. Las décadas de los años veinte y treinta implicaron un desarrollo económico significativo, así como el surgimiento de las primeras industrias dedicadas a la elaboración de productos esenciales para el día a día, tales como jabones, alimentos, vestimenta, vidrio, licores, entre otros.   

De la década de los años veinte es la Sociedad de Mejoras Públicas, institución que se encargó de liderar el civismo como un proyecto ideológico y de control social, en procura de una ciudad ornamentada. El civismo fue una ideología de las élites locales que se implementó mediante la propaganda cívica en periódicos como El Diario -fundado por Emilio Correa- y algunas revistas, además de las disposiciones oficiales de entidades como el Concejo Municipal, la Alcaldía y la Cámara de Comercio, que penalizaban y reprochaban ciertos comportamientos sociales. Investigaciones historiográficas recientes señalan lo siguiente:  
"El proyecto ideológico del civismo estaba cargado de fuertes concepciones morales que trascendían de las virtudes individuales al celo colectivo a favor del progreso material y espiritual-moral de la ciudad, que se difundía a través de instituciones y medios tradicionales como la escuela y la prédica parroquial, así como por las nuevas organizaciones cívicas y los nuevos medios de comunicación como prensa y radio, con una doble connotación: por un lado, daba cuenta de la distinción, el recato, el altruismo social y la visión progresista que se compartía en las altas esferas de la sociedad –en una especie de relación horizontal entre pares–; por otro lado, se trataba de llevar a cabo una labor educativa civilizadora con miras a imponer una serie de valores y de prácticas al conjunto de una sociedad en tránsito hacia la modernidad en un sentido vertical, uniforme y hegemónico, sobre una población predominantemente campesina y con altos niveles de analfabetismo". 
A pesar de ello, el proyecto del civismo no logró que desaparecieran las desigualdades sociales que se manifestaron, con fuerza, desde los años cuarenta, cuando la ciudad creció en su población, recibió migrantes de otras regiones y tuvo que enfrentar un profundo desborde popular. Desde los años 40 se empieza a presentar un mayor crecimiento poblacional que se refleja en la paulatina creación de barrios, lo que empezó a hacer más evidentes los problemas de planeación urbana en términos de servicios públicos, vías de transporte, instituciones educativas, espacios para la recreación y, sobre todo, el problema de la vivienda urbana.  Pero los años 60 y 70 se incrementa la explosión demográfica que se había iniciado en los años 50. De este modo, Pereira pasa de tener 115.342 mil habitantes en 1951 a 226.877 mil en 1973, acarreando la aparición de barrios legales a la par de un sinnúmero de invasiones. Este es un periodo en el que se disparan los asentamientos barriales. Se destacan durante estos años nombres como: Barrio Cuba (1961, ICT), San Fernando (1967), Crucero de Cuba (1961), San Juan (1963), Galán (1967, ICT), Jesús de la Buena Esperanza (1965),  Villa Del Río (1979), El Plumón (1977), Nacederos (1977), Sector de Pinares de San Martín (1975), entre otros muchos.   

Las respuestas desde la administración municipal no fueron suficientes en aquellos años para atender el problema urbano y de vivienda. Las acciones no fueron el resultado de una adecuada planeación urbana, sino de una contingencia constante, es decir, de pequeñas soluciones a los problemas que se hicieron más visibles, como lo muestra un estudio financiado en 2014 por el Instituto de Cultura de Pereira:  
Al iniciar los años 50 todavía las preocupaciones en el Concejo y la Alcaldía no fueran los nuevos barrios, los asentamientos piratas, sino elementos más básicos de la estética urbana como las fachadas de las casas del centro y los barrios aledaños, o los andenes y jardines.  Este  tipo  de  adecuaciones  eran  ordenadas  y  reglamentadas  por  el  Concejo Municipal, quien además imponía el precio de la multa a cada poblador por no cumplir en determinado  lapso  con  dicha  exigencia.  En  parte,  este  tipo  de  acciones  institucionales muestran  que  para  la  administración  pública  los  cambios  no  fueron  inmediatos,  y  la percepción sobre lo que era “problemático” empezando la década, aún estaba muy centrada en la belleza del centro y el ornato de los parques.  Tanto era así, que desde el Concejo Municipal se continuaba legislando aun pensando en una ciudad  que  apenas  crecía  en  su  centro  urbano.  El  decreto  No.  100  de  agosto  4  de  1950 reglamentó lo relativo a las construcciones de edificios, en él se delimitan los materiales, las medidas de los muros, los anchos de las puertas, de las ventanas, la altura de los pisos cuando podía haber un segundo; incluso una segunda parte del decreto contempla que se urbanicen nuevas zonas de la ciudad con óptimas condiciones de alcantarillado, acueducto, jardines y  plan  de  arborización;  su  mayor  trascendencia  radicó  en  dividir  las  urbanizaciones  en residenciales y obreras. 
En los años 50, en la época de "La violencia", período de lucha política bipartidista en el país, Pereira se convirtió en un sitio de refugio de miles de colombianos, cuadruplicando su población y creando un crisol nacional que cambió para siempre su comunidad, condensando la vocación de ciudad plural que tendría en adelante.
En los últimos años, la ciudad ha logrado una identidad urbana y un crecimiento significativo en su nivel cultural; la integración social y el nivel de educación más alto y generalizado le están permitiendo a la ciudad un crecimiento sostenido, no solo económico, sino también cultural.[cita requerida]
Pereira fue la ciudad donde tuvo lugar el último fusilamiento en Colombia: en varias oportunidades la Corte salvó del último suplicio a menores de buena conducta y en otras ocasiones los condenó; tal es el caso de David López, de 19 años, quien fuera procesado por el asesinato de Ricardo Torres, el 30 de noviembre de 1888. López agotó infructuosamente los recursos para salvar su vida; moriría en Pereira el 26 de julio de 1890, después de indicarle al pelotón que le disparara directo al corazón. David López fue fusilado en Pereira y pasó a ser el último fusilamiento amparado por la ley en Colombia.

## Geografía
El área municipal es de 702 km²; limita al norte con los municipios de Balboa, La Virginia, Marsella y Dosquebradas, al noreste con Santa Rosa de Cabal y al este con el departamento del Tolima, al sur con los departamentos de Quindío y Valle del Cauca, al oeste con el municipio de Balboa y el departamento del Valle del Cauca.
Pereira se encuentra sobre la cordillera central, sobre el valle del río Otún, y parte del valle del río Cauca, Pereira al igual que muchas ciudades Colombianas, posee zonas altas de difícil acceso o partes planas o poco empinadas, las calles de la ciudad se hacen conforme al relieve de la zona, caso tal como la Avenida el Río que cruza el valle del río Otún, por lo cual posee pocas elevaciones pero sí varias ondulaciones laterales.
La mayor parte del territorio municipal corresponde al relieve escarpado de la Cordillera Central. Entre los accidentes orográficos se destacan los nevados del Quindío, del Ruiz y Santa Isabel, situados en los límites con los departamentos de Quindío, Caldas y Tolima respectivamente. Igualmente cuenta con otros accidentes como Santa Bárbara, también conocido como el Alto del Nudo. El sistema hidrográfico del municipio comprende los ríos Cauca, Barbas, La Vieja, Otún y Consota, con sus numerosos afluentes. Por lo quebrado de su relieve, goza de variedad de climas, presentando los siguientes pisos térmicos: cálido, 60 km²; medio, 367 km²; frío, 70 km² y páramo, con 107 km².

### Límites municipales
| Noroeste: La Virginia     | Norte: Dosquebradas | Nordeste: Santa Rosa de Cabal |
| Oeste: Valle del Cauca    |                     | Este: Tolima                  |
| Suroeste: Valle del Cauca | Sur: Quindío        |                               |

### Clima

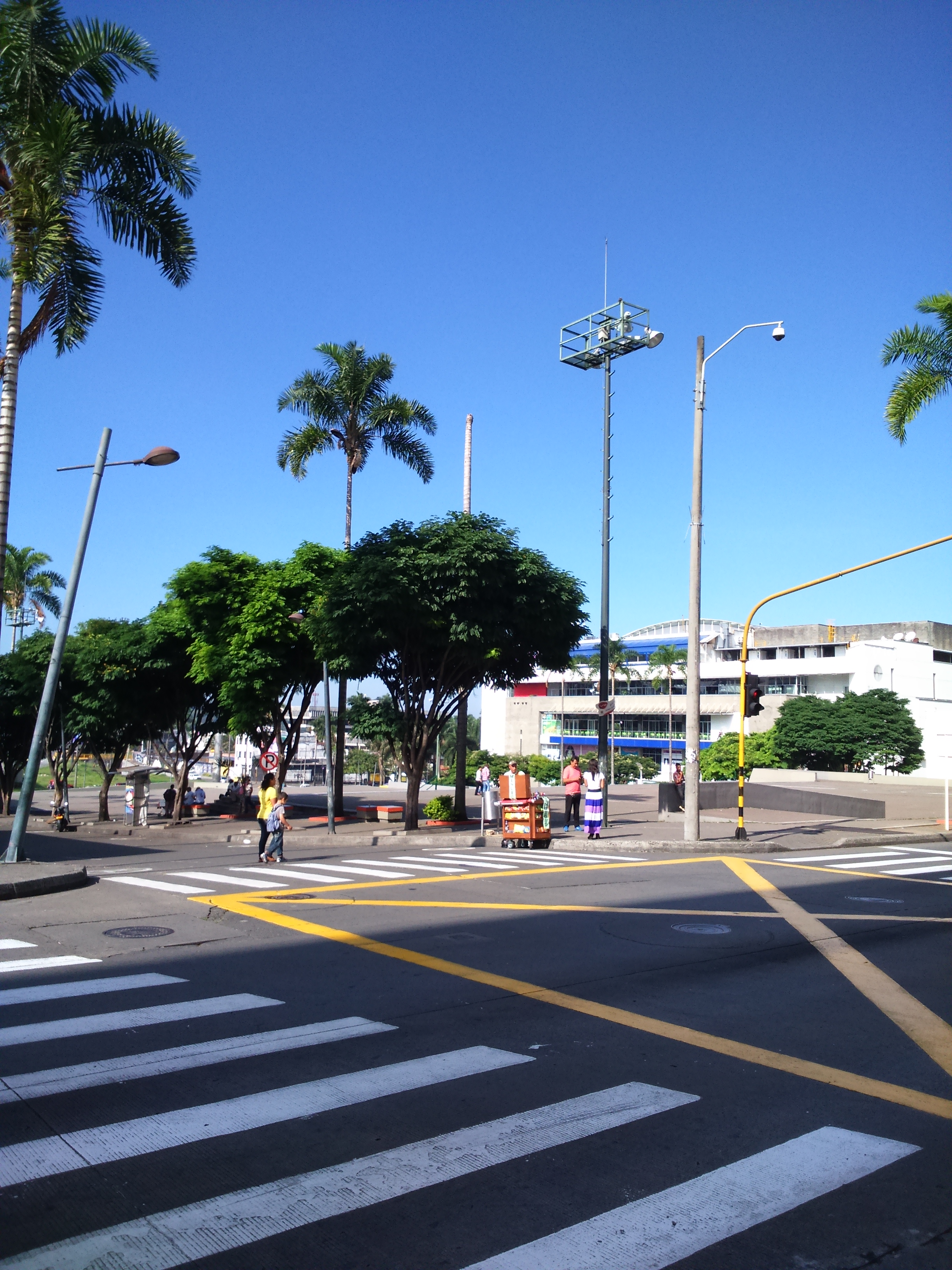
Plaza cívica Ciudad Victoria

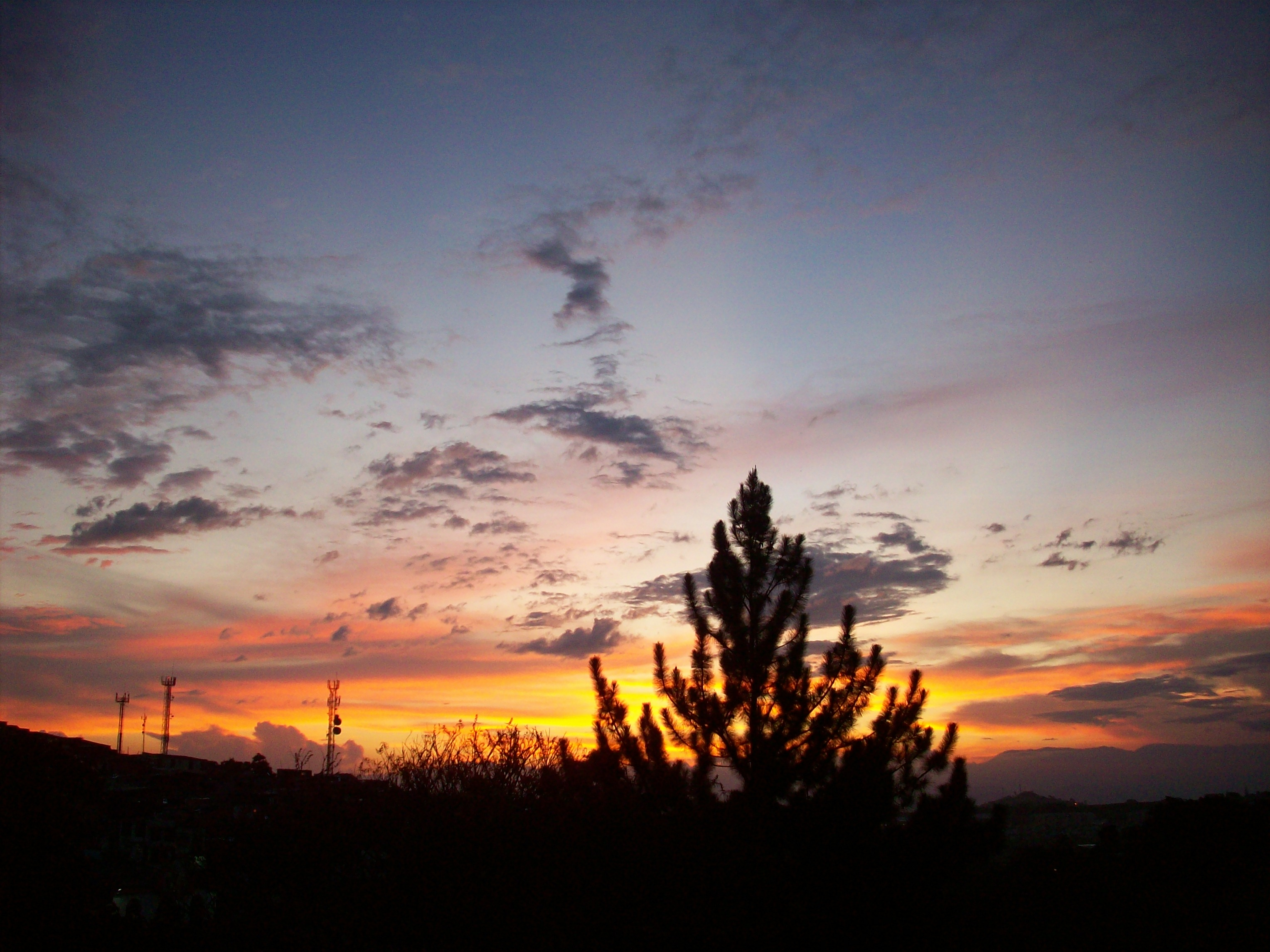
Atardecer en Pereira

El clima de Pereira oscila entre los siguientes puntos: clima cálido, el 9.9 %; clima medio, el 60.7 %; clima frío, el 11.5 %; páramo, 17.7 %; su precipitación media anual es de 2392 mm.
El territorio pereirano que se extiende principalmente de oriente a occidente, brinda a la ciudad diferentes climas dentro de esta, tal es el caso, de los corregimientos de Caimalito y Cerritos al occidente de la ciudad, en cercanías al río Cauca, su temperatura se acerca a los 28 grados, ya que la altura en esta zona es desde los 950 a 1250 m s. n. m.) Al otro extremo se encuentra el sector de La Julita, en donde también se encuentra la Universidad Tecnológica de Pereira, que debido al territorio ocupado por bosques principales y secundarios, es una de las zonas más frías de la ciudad, además de su alta humedad. La temperatura en esta zona oscila sobre los 18 grados, y su altitud promedio es de 1550 m s. n. m.
Esta característica climática y la conformación de los suelos, brinda también una variedad en la cobertura vegetal y paisajística, potenciando el municipio de Pereira con una de las biodiversidades más ricas de la nación. No obstante, la ciudad se presenta como zona de alta vulnerabilidad sísmica por el tipo de suelos que la conforman y por las fallas geológicas que la atraviesan. Su temperatura media es de 21.5 grados Celsius.
| Parámetros climáticos promedio de Pereira (Aeropuerto Internacional Matecaña), normales 1981-2010 | Parámetros climáticos promedio de Pereira (Aeropuerto Internacional Matecaña), normales 1981-2010 | Parámetros climáticos promedio de Pereira (Aeropuerto Internacional Matecaña), normales 1981-2010 | Parámetros climáticos promedio de Pereira (Aeropuerto Internacional Matecaña), normales 1981-2010 | Parámetros climáticos promedio de Pereira (Aeropuerto Internacional Matecaña), normales 1981-2010 | Parámetros climáticos promedio de Pereira (Aeropuerto Internacional Matecaña), normales 1981-2010 | Parámetros climáticos promedio de Pereira (Aeropuerto Internacional Matecaña), normales 1981-2010 | Parámetros climáticos promedio de Pereira (Aeropuerto Internacional Matecaña), normales 1981-2010 | Parámetros climáticos promedio de Pereira (Aeropuerto Internacional Matecaña), normales 1981-2010 | Parámetros climáticos promedio de Pereira (Aeropuerto Internacional Matecaña), normales 1981-2010 | Parámetros climáticos promedio de Pereira (Aeropuerto Internacional Matecaña), normales 1981-2010 | Parámetros climáticos promedio de Pereira (Aeropuerto Internacional Matecaña), normales 1981-2010 | Parámetros climáticos promedio de Pereira (Aeropuerto Internacional Matecaña), normales 1981-2010 | Parámetros climáticos promedio de Pereira (Aeropuerto Internacional Matecaña), normales 1981-2010 |
| Mes                                                                                               | Ene.                                                                                              | Feb.                                                                                              | Mar.                                                                                              | Abr.                                                                                              | May.                                                                                              | Jun.                                                                                              | Jul.                                                                                              | Ago.                                                                                              | Sep.                                                                                              | Oct.                                                                                              | Nov.                                                                                              | Dic.                                                                                              | Anual                                                                                             |
| ------------------------------------------------------------------------------------------------- | ------------------------------------------------------------------------------------------------- | ------------------------------------------------------------------------------------------------- | ------------------------------------------------------------------------------------------------- | ------------------------------------------------------------------------------------------------- | ------------------------------------------------------------------------------------------------- | ------------------------------------------------------------------------------------------------- | ------------------------------------------------------------------------------------------------- | ------------------------------------------------------------------------------------------------- | ------------------------------------------------------------------------------------------------- | ------------------------------------------------------------------------------------------------- | ------------------------------------------------------------------------------------------------- | ------------------------------------------------------------------------------------------------- | ------------------------------------------------------------------------------------------------- |
| Temp. máx. abs. (°C)                                                                              | 32                                                                                                | 32.8                                                                                              | 34.6                                                                                              | 32                                                                                                | 30                                                                                                | 30                                                                                                | 32                                                                                                | 31.7                                                                                              | 31.8                                                                                              | 30.2                                                                                              | 32                                                                                                | 30.4                                                                                              | 34.6                                                                                              |
| Temp. máx. media (°C)                                                                             | 26.8                                                                                              | 27.1                                                                                              | 26.9                                                                                              | 26.2                                                                                              | 25.9                                                                                              | 26.0                                                                                              | 26.5                                                                                              | 26.9                                                                                              | 26.4                                                                                              | 25.8                                                                                              | 25.6                                                                                              | 26.0                                                                                              | 26.3                                                                                              |
| Temp. media (°C)                                                                                  | 21.8                                                                                              | 22                                                                                                | 21.9                                                                                              | 21.5                                                                                              | 21.4                                                                                              | 21.5                                                                                              | 21.7                                                                                              | 22.0                                                                                              | 21.5                                                                                              | 20.9                                                                                              | 20.9                                                                                              | 21.4                                                                                              | 21.5                                                                                              |
| Temp. mín. media (°C)                                                                             | 17.4                                                                                              | 17.5                                                                                              | 17.6                                                                                              | 17.6                                                                                              | 17.6                                                                                              | 17.4                                                                                              | 17.2                                                                                              | 17.2                                                                                              | 17.1                                                                                              | 17.0                                                                                              | 17.2                                                                                              | 17.4                                                                                              | 17.4                                                                                              |
| Temp. mín. abs. (°C)                                                                              | 12.2                                                                                              | 13                                                                                                | 13.5                                                                                              | 12.5                                                                                              | 13.3                                                                                              | 11                                                                                                | 12.3                                                                                              | 10                                                                                                | 13                                                                                                | 12.2                                                                                              | 12                                                                                                | 12.2                                                                                              | 10                                                                                                |
| Precipitación total (mm)                                                                          | 132                                                                                               | 132                                                                                               | 220                                                                                               | 249                                                                                               | 257                                                                                               | 169                                                                                               | 133                                                                                               | 129                                                                                               | 195                                                                                               | 290                                                                                               | 287                                                                                               | 199                                                                                               | 2392                                                                                              |
| Días de lluvias (≥ 1 mm)                                                                          | 16                                                                                                | 15                                                                                                | 20                                                                                                | 23                                                                                                | 24                                                                                                | 21                                                                                                | 20                                                                                                | 18                                                                                                | 21                                                                                                | 24                                                                                                | 23                                                                                                | 20                                                                                                | 245                                                                                               |
| Horas de sol                                                                                      | 186                                                                                               | 160                                                                                               | 155                                                                                               | 132                                                                                               | 139                                                                                               | 147                                                                                               | 183                                                                                               | 183                                                                                               | 150                                                                                               | 143                                                                                               | 150                                                                                               | 167                                                                                               | 1895                                                                                              |
| Humedad relativa (%)                                                                              | 75                                                                                                | 74                                                                                                | 76                                                                                                | 79                                                                                                | 79                                                                                                | 78                                                                                                | 75                                                                                                | 74                                                                                                | 76                                                                                                | 79                                                                                                | 79                                                                                                | 77                                                                                                | 76.8                                                                                              |
| Fuente: Instituto de Hidrología, Meteorología y Estudios Ambientales                              |                                                                                                   |                                                                                                   |                                                                                                   |                                                                                                   |                                                                                                   |                                                                                                   |                                                                                                   |                                                                                                   |                                                                                                   |                                                                                                   |                                                                                                   |                                                                                                   |                                                                                                   |

## Organización político-administrativa
Pereira hace parte junto con los municipios de La Virginia y Dosquebradas del Área Metropolitana de Centro Occidente (AMCO). Es cabecera del circuito notarial con siete notarías; cabecera del círculo de registro integrado por los municipios de Apía, Belén de Umbría, Santa Rosa de Cabal y El Santuario. 

### Comunas

Comunas

La Cabecera municipal de Pereira se encuentra dividida en 19 comunas, cada una de estas con múltiples barrios. 
| Comunas de Pereira | Comunas de Pereira | Comunas de Pereira |
| ------------------ | ------------------ | ------------------ |
| Ferrocarril        | Olímpica           | San Joaquín        |
| Cuba               | Del Café           | El Oso             |
| Perla del Otún     | Consotá            | El Rocío           |
| El Poblado         | El Jardín          | San Nicolás        |
| Centro             | Río Otún           | Boston             |
| Universidad        | Villavicencio      | Oriente            |
| Villasantana       |                    |                    |

### Corregimientos
El Municipio de Pereira tiene bajo su jurisdicción varios centros poblados, que en conjunto con otras veredas, constituye los siguientes corregimientos:

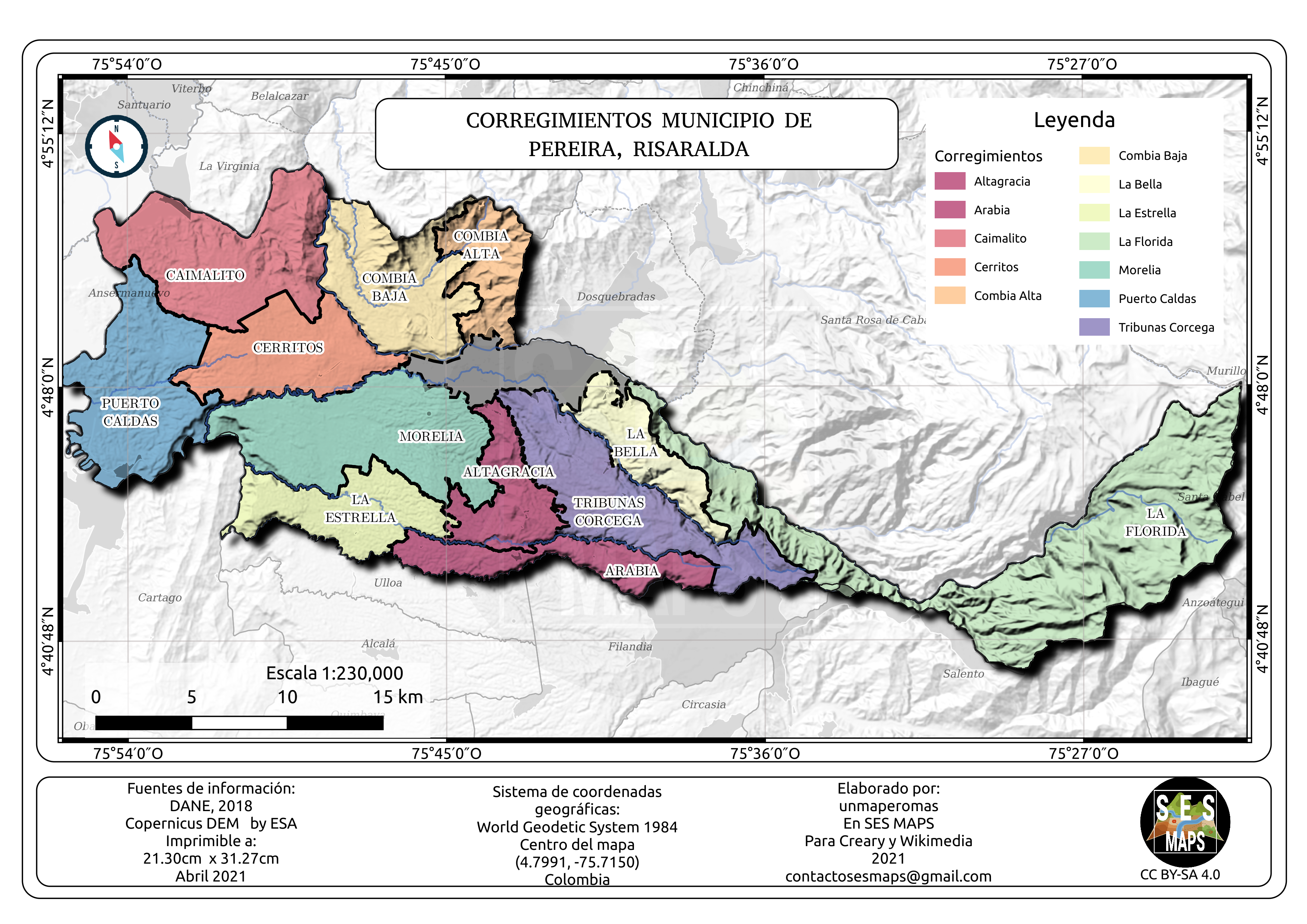
Corregimientos del municipio de Pereira

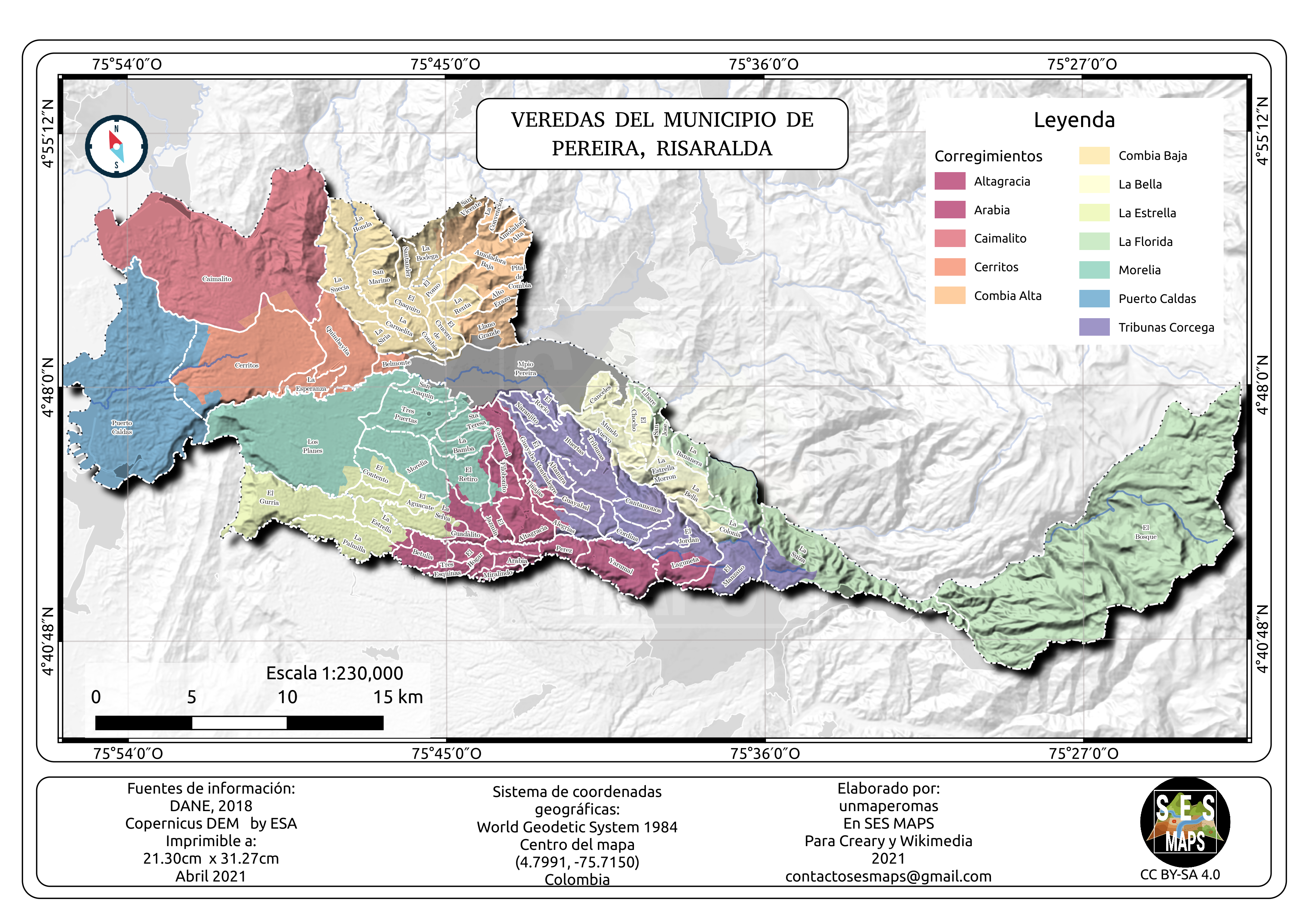
Veredas en el municipio de Pereira

- Altagracia
- Arabia
- Caimalito
- Cerritos
- Combia Alta
- Combia Baja
- Estrella-La Palmilla
- La Bella
- La Florida
- Morelia
- Puerto Caldas
- Tribunas

## Economía
El municipio de Pereira cuenta con una economía diversificada en su estructura económica, el sector primario representa el 5.7 % del producto interno, el sector secundario muestra un peso relativo de 26.2 % en el municipio y el sector terciario es el más representativos con una magnitudes de 68.1 %. El PIB de Pereira creció 3.7 % en el año 2004, sin duda este año fue exitoso donde varios hechos reactivaron la economía, como el programa bandera del gobierno nacional, mayor fluidez del sistema financiero, las remesas enviadas de compatriotas residentes en el exterior que tienen un impacto importante en el consumo, lo anterior acompañado de mejores precios en el café. Estos acontecimientos se reflejaron en el incremento tanto en la oferta como en la demanda de bienes y servicios.
El comercio es la segunda actividad generadora de empleo, Pereira viene adelantando un proceso vertiginoso en su comercio formal, una parte importante se encuentra ya en centros comerciales (Alcides Arévalo, Bolívar Plaza, Lago Plaza, Novacentro, Parque Arboleda, Pereira Plaza, Victoria Centro Comercial, Unicentro Pereira, entre otros) donde existe una gran variedad de productos y servicios lo cual puede verse en el corto plazo como exitoso.
A su vez hacen presencia almacenes de cadena como Jumbo, el Éxito, Home Center, Alkosto, Makro,  PriceSmart, Carulla, entre otros.
Por el lado de los hoteles en el último tiempo se han construido varios establecimientos localizados en el centro de Pereira, lo cual puede interpretarse como una expansión de visitantes a la ciudad, generando valor agregado en diferentes sectores. Este aumento de visitantes se debe a su aeropuerto internacional y cercanía con lugares donde se realiza ecoturismo. 

## Infraestructura

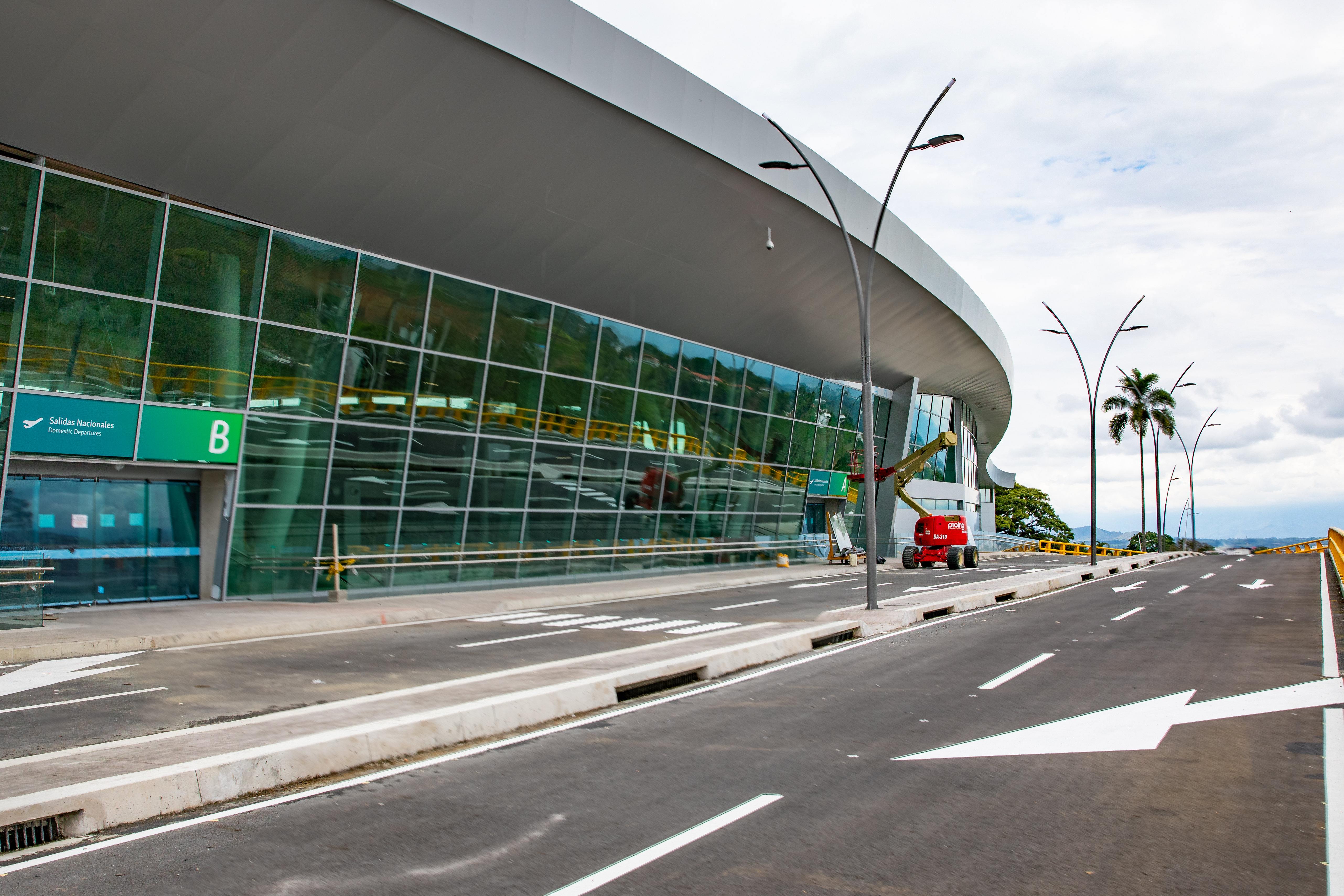
El Aeropuerto Internacional Matecaña

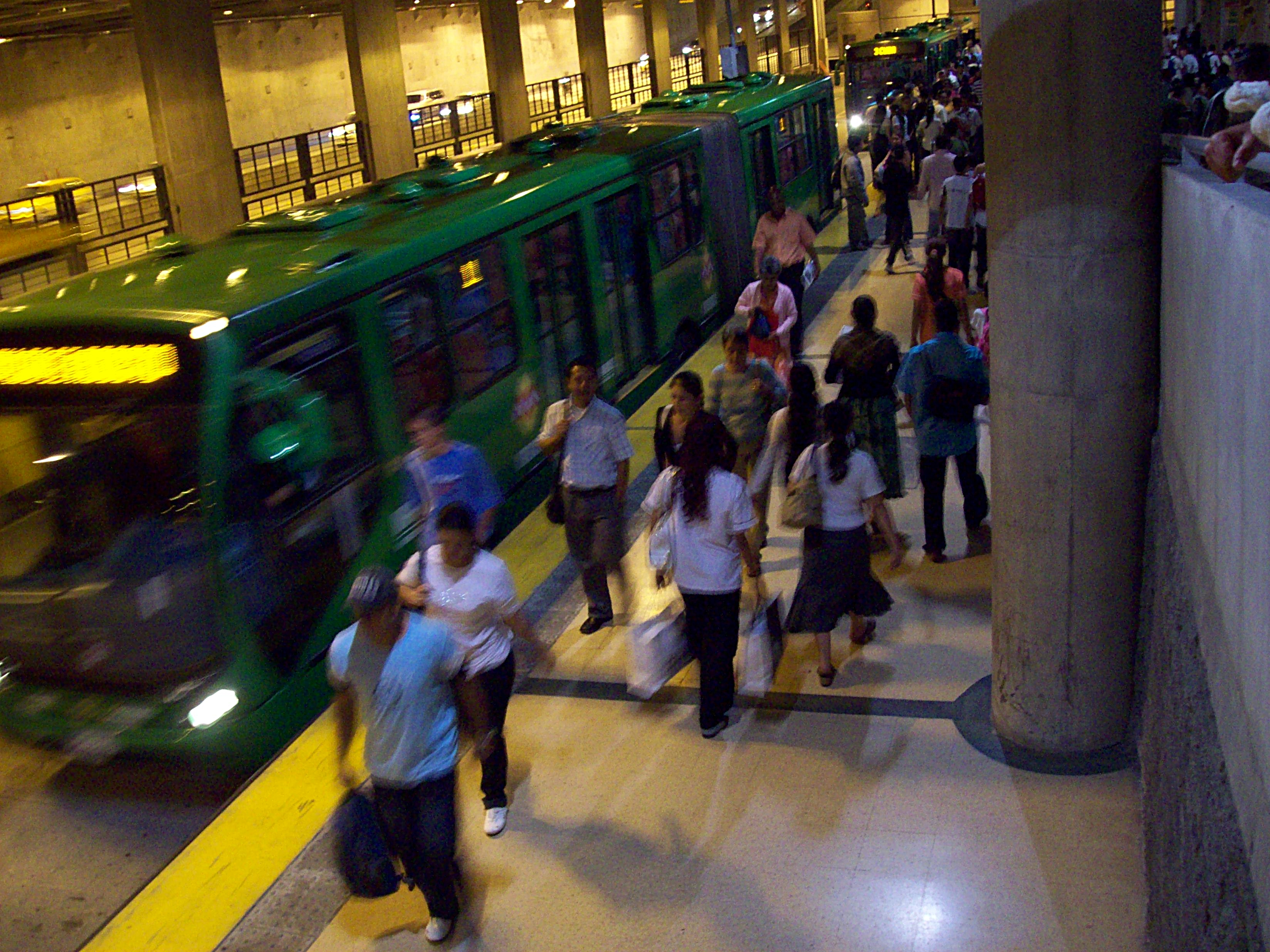
Intercambiador Subterráneo de Megabús en el barrio Cuba

### Transporte aéreo

#### Aeropuerto Internacional Matecaña
Pereira es un importante eje comercial del país, por lo cual cuenta con el aeródromo más importante del Eje cafetero, el Aeropuerto Internacional Matecaña, que movilizó en 2017 a casi dos millones de pasajeros, entre nacionales e internacionales. La terminal aérea y su pista fueron de las primeras en construirse en la nación, y se caracterizan porque su existencia se debe al esfuerzo de centenares de habitantes que formaban cadenas humanas con palas y baldes, de la misma forma cívica como se construyeron otras obras importantes de la ciudad.
Actualmente, la terminal aérea se encuentra en proceso de construcción, en una de las zonas donde funcionaba el antiguo Zoológico Matecaña; será de un área total de 26 000 m², su techo se basará en los cerros del corregimiento de Cerritos, y mantendrá la identidad de la cultura cafetera.

### Transporte Terrestre

#### Terminal de Transportes de Pereira S.A
El Terminal Metropolitano de Transportes de Pereira es la terminal del servicio de transporte público terrestre intermunicipal e interdepartamental que sirve a la ciudad de Pereira y a su área metropolitana.

### Transporte urbano

#### Autopistas y avenidas
La ciudad cuenta con una red de acceso por los departamentos de Caldas, Valle y Quindío, con carreteras interdepartamentales como la denominada "Autopista del Café", la Concesionaria de Occidente Pereira-La Victoria, La Autopista Condina y la Autopista La Romelia-El Pollo. También cuenta con importantes vías internas como es el caso de Avenida 30 de agosto, Avenida del río, Avenida Circunvalar, Avenida de las Américas, Ferrocarril, Avenida Belalcázar y las carreras Sexta, Séptima y Octava.

### Sistema Integrado de Transporte Masivo

#### Megabús
En el año 2006 se inauguró el sistema de transporte masivo, (el segundo del país, y el único de las ciudades intermedias), compuesto por buses articulados de tránsito rápido y alimentadores, denominado Megabús, que sirve a los municipios de Pereira, Dosquebradas y La Virginia, mueve más de 200.000 pasajeros diariamente, se está proyectando también a movilizar a los habitantes de Santa Rosa de Cabal y el municipio de Cartago, condicionado a que estos decidan formar parte del Área metropolitana de Centro Occidente (AMCO).

#### Megacable
Megacable, es el nombre del sistema de transporte masivo de pasajeros por cable aéreo que se comenzó a construir en marzo de 2018, cuenta con cuatro estaciones (Villa Santana, UTP, Terminal de transportes, Parque Olaya Herrera), con un impacto cercano a 60.000 habitantes, además está integrado al Sistema Integrado de Transporte Masivo Megabús, llegando hasta la comuna Villa Santana, que en la actualidad no está conectada con dicho sistema. El Megacable es el cable aéreo más extenso del país, con una longitud aproximada a los 3,4 km; este fue construido por la empresa POMA, con la cual la Alcaldía acordó desarrollar el proyecto sin afectar las diversas zonas de reserva forestal por las que sobrevolarían las cabinas.

### Sistema de Transporte Público Colectivo
La ciudad, también cuenta con TPC, el Sistema de Transporte Público Colectivo convencional, regulado por el Área metropolitana de Centro Occidente, y que presta su servicio a esta misma organización geográfica (Pereira, Dosquebradas y La Virginia). Dicho sistema cuenta con 74 rutas que recorren cada barrio de las ciudades del área, antes de la llegada de Megabús movilizaba a la mayoría de la población, sin embargo, año tras año su uso ha decrecido y ha aumentado el del Sistema Integrado de Transporte Masivo, generando la eliminación de ciertas rutas y la chatarrización de centenares de buses contaminantes. Actualmente, las siete empresas de este sistema de transporte (Súperbuses, Urbanos Pereira, San Fernando, Urbanos Cañarte, Servilujo, Transperla y Líneas Pereiranas) trabajan de la mano con Megabús; implementaron el plan de contingencia de alimentación de la cuenca Cuba, y desde 2018 serán los encargados de manejar los alimentadores que llegan al Intercambiador Subterráneo de esa ciudadela.

### Viaducto

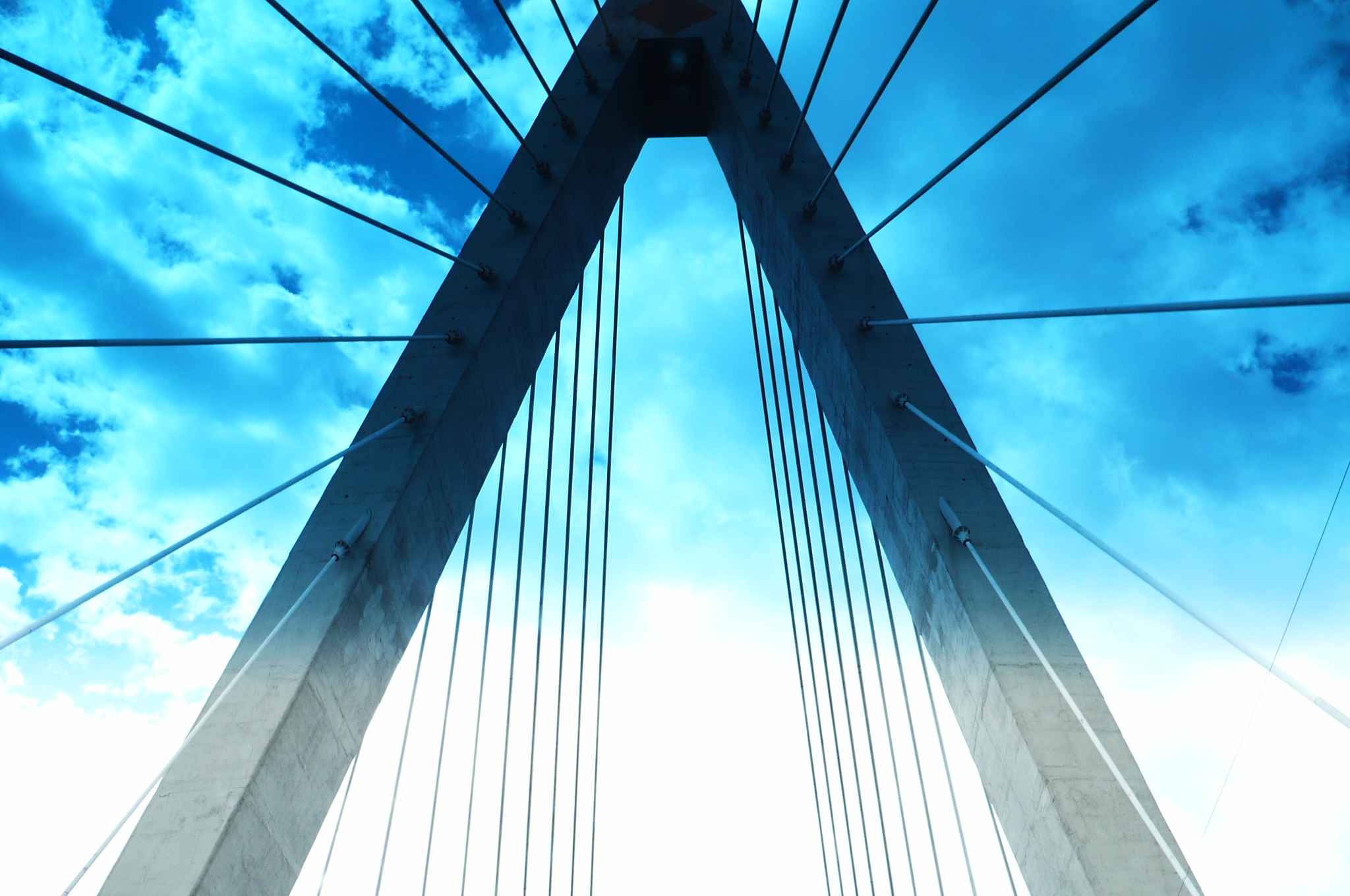
Pilares del Viaducto César Gaviria Trujillo.

El Viaducto César Gaviria Trujillo comunica a Pereira con Dosquebradas, constituyendo una parte importante para el tráfico vehicular entre las ciudades de Armenia, Pereira y Manizales, actualmente transitan por allí 186.000 vehículos diarios, además de ser reconocida con el premio nacional de arquitectura. Fue inaugurado el 15 de noviembre de 1997 y su nombre fue dado en honor al presidente número 40 de Colombia, César Gaviria, que nació en la ciudad de Pereira, La longitud de su tramo central es de 211 m. El puente constituye un punto de referencia para la ciudad convirtiéndose junto con el monumento al Bolívar desnudo en uno de sus principales iconos. En el año 2006 se implementó un sistema para evitar que las personas se arrojen al río Otún, que consiste en dos barreras en los bordes del puente que dificultan la escalada.
En el Área Metropolitana de Centro Occidente se están desarrollando proyectos como la Estación del Ferrocarril de Occidente, el Malecón de La Virginia, y el parque natural Quimbaya y su sistema de teleférico y el Bioparque Ukumarí.

## Salud
La ciudad tiene diversos hospitales, clínicas y centros médicos de especialistas y de medicina estética, reconocidos a nivel internacional:
- E.S.E Hospital Universitario San Jorge de Pereira.
- E.S.E Salud Pereira - Hospital de Kennedy.
- E.S.E Salud Pereira - Hospital de San Joaquín-Cuba
- E.S.E Salud Pereira - Hospital del Centro.
- E.S.E Salud Pereira - Centro de Salud Boston.
- E.S.E Salud Pereira - Centro de Salud Villa Consota.
- E.S.E Salud Pereira - Centro de Salud San Nicolás.
- E.S.E Salud Pereira - Centro de Salud Villa Santana
- E.S.E Salud Pereira - Centro de Salud El Remanso
- E.S.E Salud Pereira - Centro de Salud Perla del Otún
- E.S.E Salud Pereira - Puesto de Salud Morelia
- E.S.E Salud Pereira - Puesto de Salud Altagracia
- E.S.E Salud Pereira - Puesto de Salud Fonda Central
- Clínica Los Rosales.
- Clínica Comfamiliar Risaralda.
- Clínica San Rafael
- Clínica ESIMED. (Antigua Clínica SaludCoop Pereira).
- Liga Contra el Cáncer Seccional Risaralda.

- Centro Médico Clínica Risaralda.
- Complejo Médico MegaCentro Pinares Torres Médicas.
- Centro de Especialista del Risaralda.
- Clínica OAT.
- Centro de Especialistas en Estética y Medicina Integrada de Colombia (CEEC)
- Clínica los Nevados (Antiguo seguro social)

## Turismo
En lo turístico, desde el Parque Temático Ukumarí hasta la Laguna del Otún, o el Nevado de Santa Isabel, todos ubicados dentro del municipio, ofrecen escenarios para actividades que van desde el deporte de aventura al ecoturismo. Pereira también es conocida por su vida nocturna, debido a sus bares y discotecas.
En el Parque Temático Ukumarí se pueden apreciar numerosas especies de animales y plantas. El planetario y el Jardín Botánico de la Universidad Tecnológica de Pereira, ubicados en la Universidad Tecnológica de Pereira, son sitios de interés cultural y educativo. La Catedral de Nuestra Señora de la Pobreza, es patrimonio religioso arquitectónico de la ciudad. El Centro Cultural Lucy Tejada, el Museo de Arte de Pereira, el Museo Arqueológico Jaime Mejía y el Santuario de Nuestra Señora de Fátima son algunos de los sitios para visitar.
La Granja de Noé, es un ecoparque, donde se puede interactuar con los animales, fauna y flora del lugar y con la vida agropecuaria de la región, está ubicado al interior del parque acuático Consotá, compuesto por piscinas, toboganes y zonas verdes, espacios deportivos, restaurantes, y cabañas para hospedaje.
El complejo deportivo de la Villa Olímpica ha sido escenario de múltiples eventos nacionales e internacionales, entre ellos, la copa mundial de fútbol SUB 20 de la FIFA en el año 2011, Campeonatos Sudamericanos, Copa América 2001, los Juegos Deportivos Nacionales de Colombia en los años 1974 y 1988, entre otros; el complejo deportivo cuenta con el estadio Hernán Ramírez Villegas, piscinas olímpicas, canchas de Tenis, Baloncesto, velódromo, diamante de Béisbol, coliseo de combates.
El Centro de Convenciones y Exposiciones ExpoFuturo, abrió sus puertas el 30 de junio de 2005, gracias a su ubicación y capacidad, se sitúa como el centro de exposiciones mejor y más completo del Triángulo del Café, con tecnología de punta, cuenta con 12 salones, con capacidades de entre 14, 26, 36, 80 y 84 personas, así como un salón principal que puede albergar hasta 1800 asistentes en su configuración más amplia, o puede ser dividido en tres secciones, quedando acústicamente aislados entre sí y con capacidades de 640, 360 y 420 personas,  todos conectados al pabellón de ferias, el cual cuenta con un área de 2400 metros cuadrados.
El parque nacional natural Los Nevados, cobija una extensa franja al oriente del departamento de Risaralda, ofrece una vista de los Nevados del Ruíz, Tolima y Santa Isabel. Allí se encuentra la laguna del Otún, lugar de nacimiento del Río Otún que atraviesa la ciudad y abastece de agua potable a Pereira.
El Parque Regional Natural Barbas-Bremen fue establecido como área de reserva desde el año 2006, se encuentra localizado entre los municipios de Filandia, Circasia y Salento, en el Quindío; y Pereira, en Risaralda. Cuenta con una extensión de 9.651 hectáreas que incluyen los principales bosques naturales de cuencas de los ríos Barbas, Roble, Consotá, Cestillal y Boquía, los cuales proveen de agua a más de 70.000 habitantes de ocho municipios en los departamentos Valle del Cauca, Quindío y Risaralda. Además del avistamiento de aves, que es una de las mayores actividades, se pueden observar manadas de monos aulladores, cuyos aullidos se pueden escuchar a kilómetros de distancia. La oferta de servicios ambientales, la diversidad biológica y un paisaje único, son características que hacen del territorio un lugar apto para la práctica del ecoturismo.
La plaza de Bolívar, que también es conocida como la plaza de los mangos de Colombia, El Parque El Lago Uribe Uribe, el Parque Olaya Herrera, la Circunvalar y Cerritos son algunos de los sitios más reconocidos de la ciudad.
Igualmente conocida por su turismo comercial, de negocios y salud; con múltiples centros comerciales, Pereira se ubica como la ciudad con más espacios comerciales por habitante en Colombia. Clínicas, Centros Empresariales y médicos, forman parte de la oferta regional.
Otras actividades turísticas se pueden encontrar a cortas distancias de la ciudad, como lo son algunas de ellas en Marsella el jardín botánico Alejandro Humboldt, la Reserva Forestal La Nona, el Parque de la Ciencia y la Tecnología, el Parque de la Salud y el Alto el Nudo. En La Virginia el Ecoparque el Humedal o el Sendero Turístico Santa Elena. en Dosquebradas el lago La Pradera, el parque Regional Natural La Marcada con petroglifos pertenecientes a la familia quimbaya, el parque natural Alto del Toro, Miradores de las Camelias, el túnel y Puente Helicoidal. En Santa Rosa de Cabal los Parques de aguas termales, parque las Araucarias, Santuario La Milagrosa. En Santuario la Calle Real con arquitectura típica antioqueña, el parque Nacional Natural Tatamá, el Sendero Ecológico la Cumbre, el Parque recreacional los Balcones y el Balneario La Marina. Belén de Umbría con el Museo antropológico Eliseo Bolívar, el Jardín Botánico José Celestino Mutis, la Cascada el Salto de los Ángeles. O en Apía, con deportes de aventura como el Parapente, el cual también puede ser practicado desde el Alto el Nudo con vistas sobre la ciudad

### Zoológico Matecaña

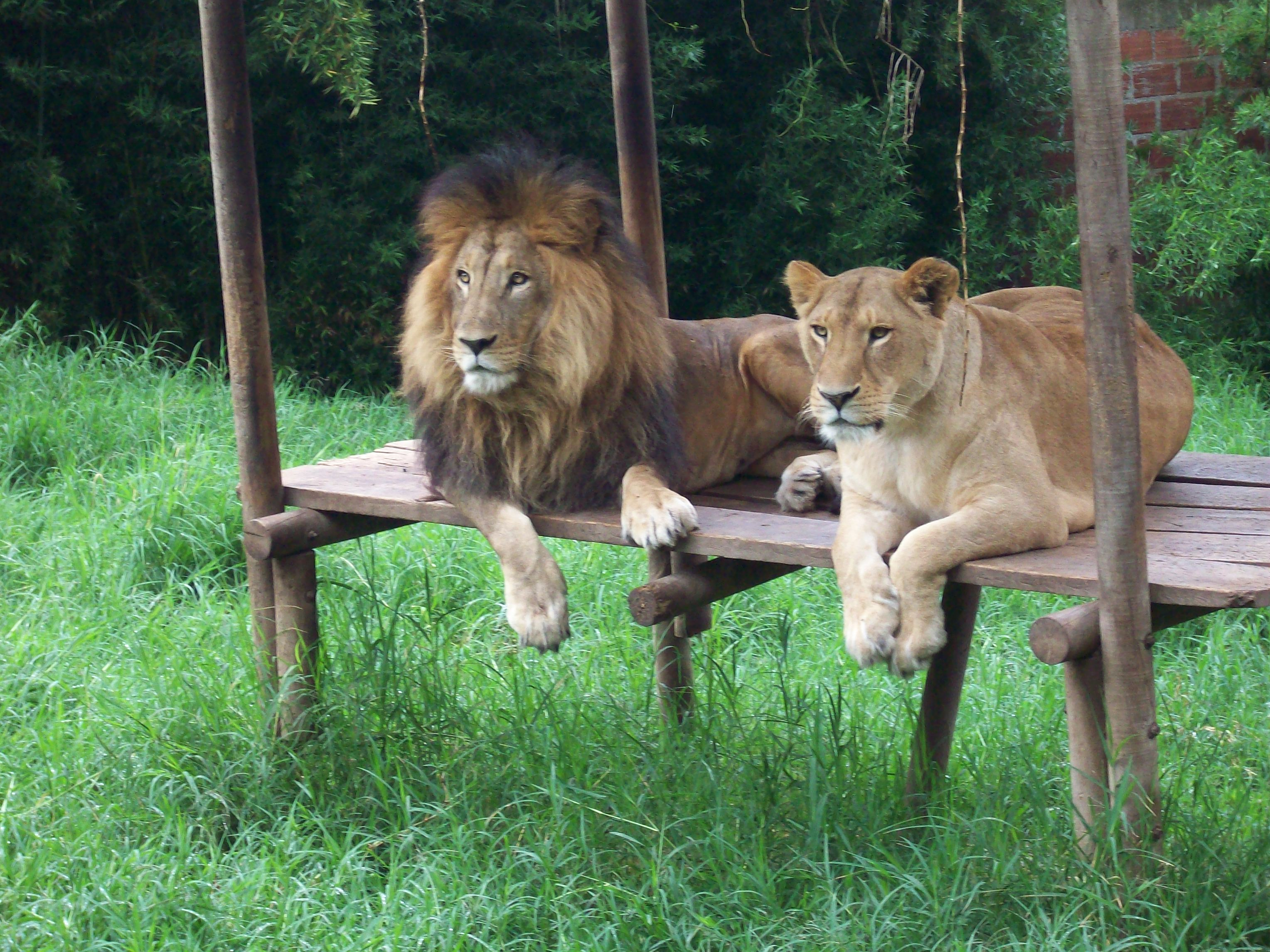
Leones en el zoológico Matecaña

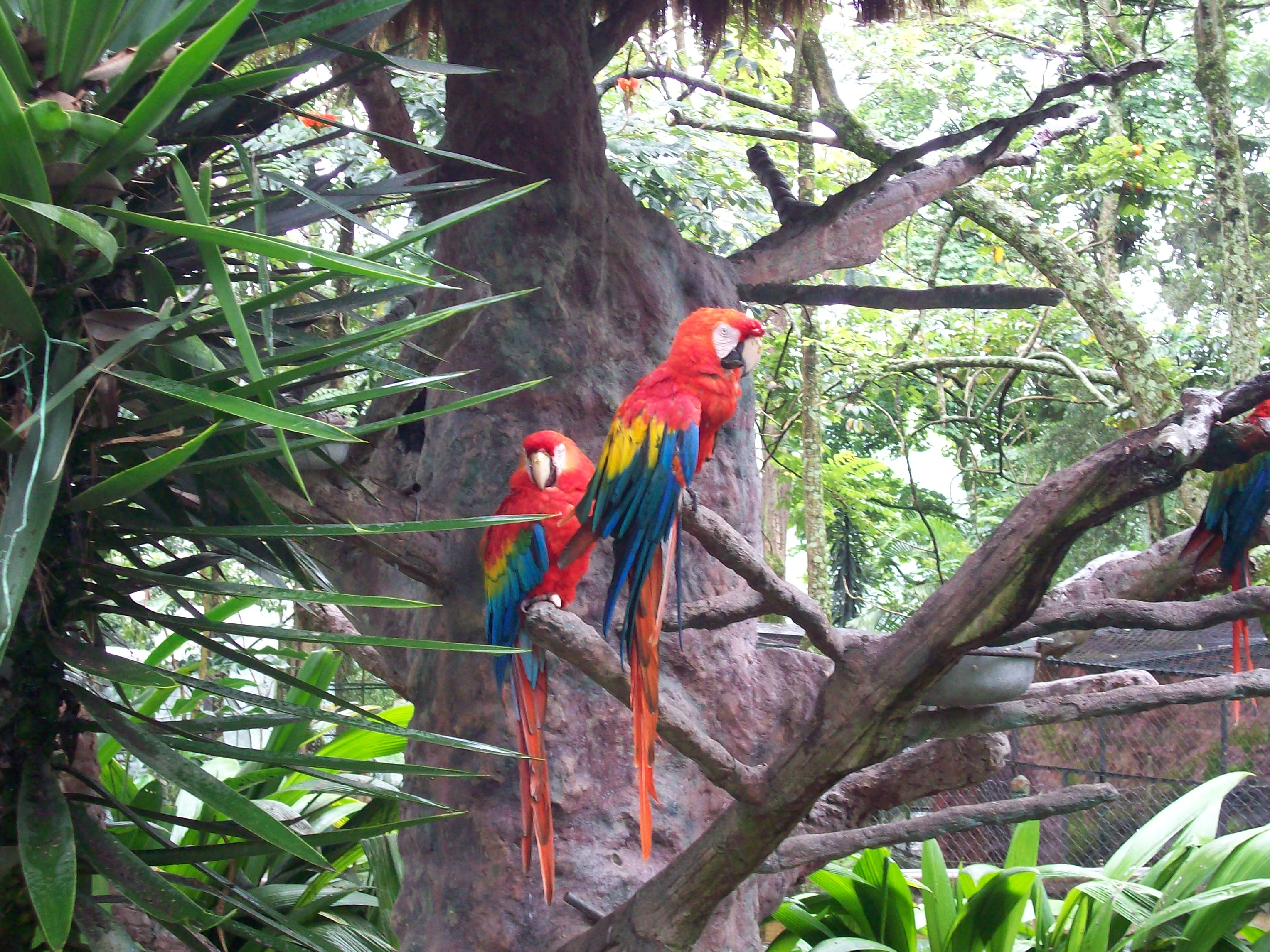
Guacamayas en el zoológico Matecaña

El zoológico Matecaña fue obra de la Sociedad de Mejoras de Pereira. El 26 de enero de 1951 compra mediante gestión propia, las 17 hectáreas de terreno de la finca denominada Matecaña.
Su objetivo inicial era construir un estadio de fútbol, pero el terreno no fue considerado útil para este proyecto y se decidió destinarlo a jardín botánico y jardín de juegos infantiles.
Posteriormente, algunos campesinos] de la región donan animales de la zona, los que se ubican en pequeñas jaulas, convirtiéndose en la atracción de los visitantes. Más tarde se reciben algunos venados y se construye un cerramiento de 50 m por 50 m para su alojamiento, con lo cual da inicio a lo que se convertiría en el Zoológico Matecaña de Pereira.
En 1959 se construyen las primeras jaulas seguras para alojar los primeros animales existentes, se oficializa el Proyecto de Zoológicos y se autoriza la adquisición de animales como cóndores, tigres, águilas y se adquieren unos flamencos de la costa atlántica colombiana.
En 1961 se da la certeza cronológica de su fundación y se abre un rubro en el presupuesto para la alimentación, el mantenimiento y manejo de los animales. Para 1968 se recibe la visita de altas personalidades de la república mexicana y se contacta al zoológico con el de Chapultepec.
Se adquieren animales como un elefante asiático, una cebra macho, dos hipopótamos, papiones sagrados, antílopes sable, ampliándose la colección de animales exóticos. Su colección se mantiene de manera general y solo hasta 1993 cuando llegan en comodato algunos animales de fauna africana procedentes de la Hacienda Nápoles.
El Zoológico Matecaña de Pereira contó con más de 527 animales, 142 especies nativas, un aviario, un vivario, un museo y un tren para pasear dentro del mismo.
El 30 de abril de 2015, el Zoológico Matecaña cerró oficialmente sus puertas, para darle paso al Bioparque Ukumarí.

### Bioparque Ukumarí

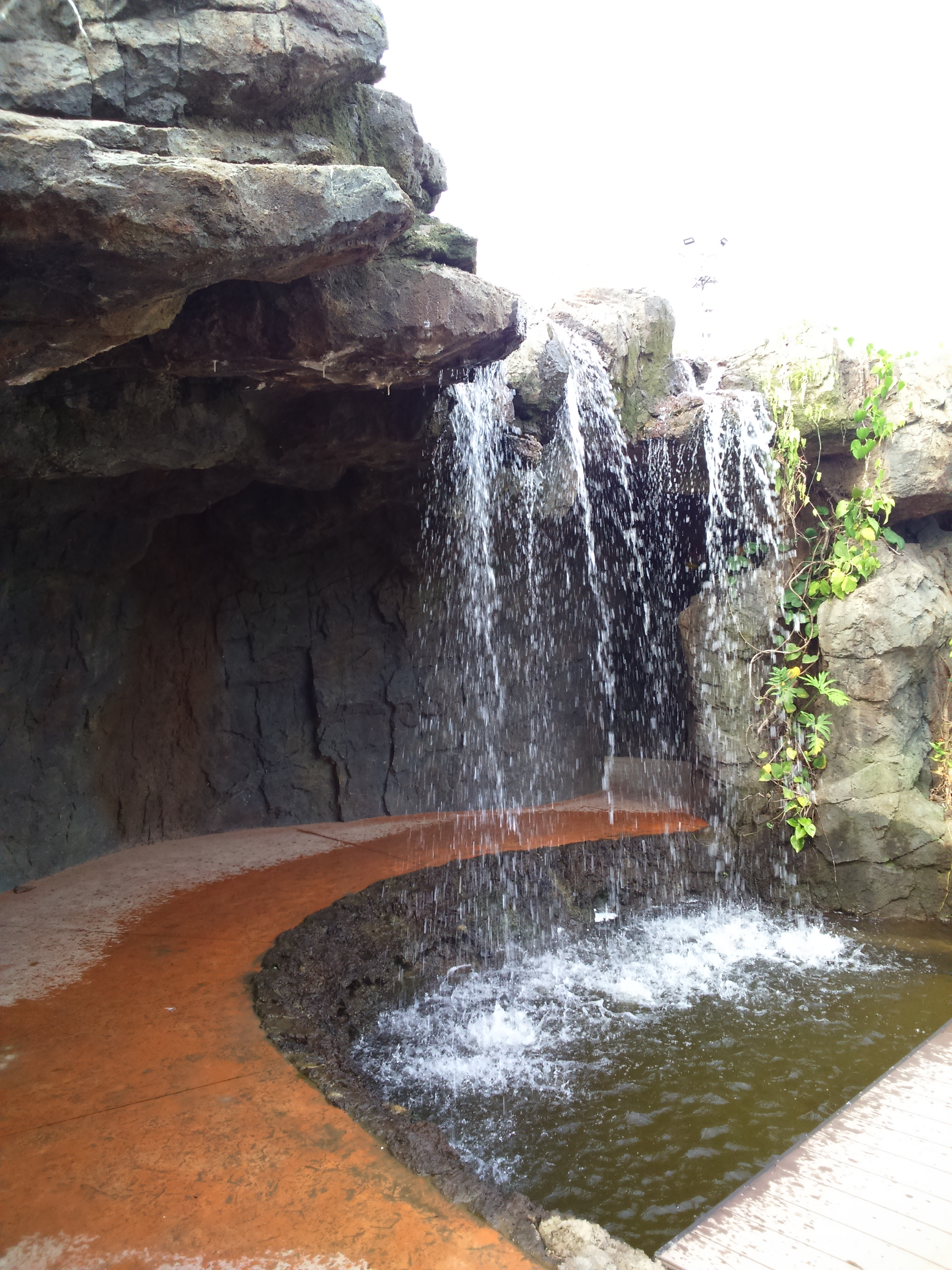
Cascada en Bioparque Ukumarí

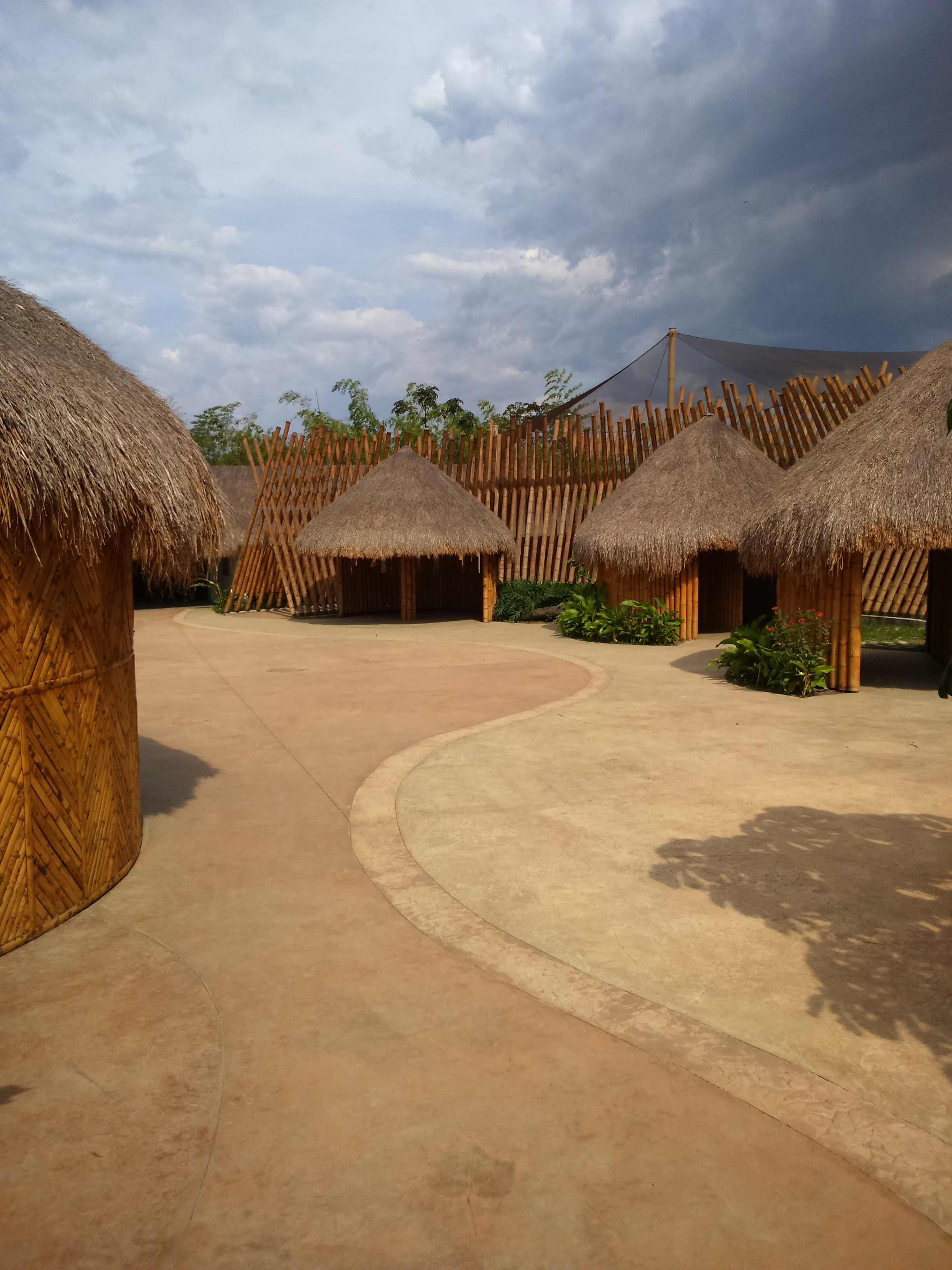
Bioparque Ukumarí

Se está desarrollando el Parque Temático de Flora y Fauna o "Bioparque" Ukumari en el sector de Galicia a 14 kilómetros de la ciudad. El proyecto turístico más ambicioso del eje cafetero y el parque temático de este tipo más grande de América Latina con una extensión de 820.000 m². Los animales están en ambientes naturales que representan los continentes y regiones de África, América, Eurasia, Oceanía y en Colombia los Llanos orientales, Amazonía, Caribe Colombiano y Triángulo del Café. Este Bioparque cuenta con atracciones 3D, juegos interactivos y escenarios de adrenalina relacionados con biodiversidad.
Este bioparque es una propuesta educativa y de conservación para Colombia y el mundo, creado con la idea "el animal y su entorno", con este lema se pretende romper los estereotipos de zoológicos tipo victoriano, con recintos para los animales de tipo carcelario. El Bioparque Ukumari abrió sus puertas el 30 de junio de 2015, ese último día de junio empezó el traslado oficial de los animales del antiguo zoológico Matecaña a los bosques de Ukumarí.
Para la fase de inicio de pruebas y traslado de animales del bioparque, donde se inauguró la zona del Bosque Andino, se invirtieron 80 mil millones de pesos, distribuidos por mitades entre el Gobierno Nacional, en cabeza del ministerio de Industria, Comercio y Turismo; y el INFIPEREIRA. El levantamiento de tierra y adecuación del terreno donde tiene lugar el bioparque, tuvo un costo de 30 mil millones de pesos.  En conclusión, 110 mil millones de pesos fue la inversión total para la primera fase de construcción.
Se espera que Ukumarí se convierta en un motor de desarrollo para Pereira y en una nueva oportunidad de catapultar el turismo en la región. Como lo han señalado desde hace más de una década las últimas administraciones.
En la Sabana Africana, por ejemplo, se podrán apreciar animales como el elefante, el rinoceronte y el león; se aprenderá acerca de la cultura Masái, un pueblo ubicado en Kenia meridional y Tanzania septentrional; se podrá apreciar el comportamiento de los elefantes en aguas profundas gracias las piscinas naturales; y disfrutar de un restaurante al estilo safari.
El chimpancé será la principal atracción del bosque tropical africano, y los manglares asiáticos contarán con un ambiente de alta vegetación, el cual albergará a los tigres de bengala, que podrán ser admirados en su estado natural.
En la región Andina habrá presencia del oso de anteojos, serpientes y aves. Además, se recordará el antepasado regional Quimbaya. En la Biorregión de la Amazonía y dentro de una maloca, el visitante podrá conocer al Jaguar, plantas de la región y saber más acerca de la cultura Tikuna.
A pesar de ser una zona árida, la Costa Caribe es el hábitat perfecto para animales como las boas, serpientes, flamencos y caimanes. Y la región del acantilado sudamericano será la casa de los pingüinos de Humboldt, entre otras aves.
Bioparque Ukumarí cuenta con la Clínica Veterinaria más grande de Colombia y una de las más grandes de Latinoamérica con 1600 m², la cual genera una dinámica importante en la investigación, permite la llegada de especies de todo el país para ser tratadas en ella. Tiene área de hospitalización, amplios y modernos laboratorios, quirófano con sala para que los estudiantes de la región puedan observar las cirugías que allí se practiquen. ideal para dinamizar el turismo científico.

## Cultura

### Fiestas
- Fiestas de la cosecha: El mes de agosto de cada año la ciudad se viste de fiesta, debido a las fiestas aniversarias. Las actividades que se programan son netamente culturales (conciertos, festivales, festivales gastronómicos, exposiciones de arte, desfiles, verbenas, entre otros) y tienen un calendario extenso, generalmente desde los primeros días de ese mes, hasta el 30 de agosto, día del aniversario de la ciudad, cuando es rutinario realizar Tedéum en la Catedral Nuestra Señora de la Pobreza, homenaje a Los Fundadores, en la escultura del mismo nombre ubicada en la Avenida Circunvalar y actividades complementarias.
- Festival Internacional Eje Rock.
- Concurso Nacional del Bambuco.
- Expocamello.

### Centros Culturales y Bibliotecas
El Centro Cultural Lucy Tejada, está ubicado en el lugar que ocupaba la Galería central y es el lugar donde se localiza la Secretaría de Cultura de Pereira, la Banda Sinfónica de Pereira (la más antigua del país), la Emisora Cultural Remigio Antonio Cañarte, la emisora Pereira al Aire, la Biblioteca Pública Municipal Ramón Correa Mejía, Salas de Exposiciones, la sede de la Academia Pereirana de Historia, los talleres de música, teatro y danzas, locales comerciales afines al tema cultural y un auditorio. Fue inaugurado en 2005 con motivo de las fiestas aniversarias de la ciudad.
- La Universidad Tecnológica de Pereira, cuenta con el Centro Biblioteca Jorge Roa Martínez en su campus, junto con varios auditorios.
- La Universidad Católica de Pereira, tiene la biblioteca Cardenal Darío Castrillón Hoyos.
- Biblioteca del Banco de la República de Colombia.
- Bibliotecas Públicas en los barrios Cuba, San Joaquín, Perla del Otún, San Nicolás, Berlín.
- Biblioteca Comfamiliar Risaralda.

### Museos
- Museo de Arte de Pereira: Cuenta con modernas salas de exposición y auditorio. Allí se realizan muestras de arte, generalmente mensual, con artistas regionales, nacionales e internacionales. Está ubicado en la Avenida las Américas # 19 – 8.
- Museo del Oro Quimbaya de Pereira: Ubicado en la sede del Banco de la República.
- Museo Lucy Tejada: Incluye una importante colección de 163 piezas donadas por la artista a la ciudad de Pereira.

### Teatros
El más importante escenario de recitales, presentaciones artísticas y núcleo fundamental de la vida cultural de Pereira, es el Teatro Municipal Santiago Londoño, inaugurado en 1990, su sala de conciertos tiene espacio para 832 butacas, los gobiernos local y nacional han apoyado importantes renovaciones y su nombre rinde homenaje al médico oncólogo Santiago Londoño Londoño (1920-1982), uno de sus mecenas más destacados.

### Centros de Convenciones
Debido a su vocación comercial y de negocios, Pereira ha sido sede de grandes eventos de talla mundial, que realizan sus debates, exposiciones y juntas en el Centro de Convenciones Expofuturo, que cuenta con una capacidad para más de 1800 personas y pabellones feriales, el más grande de 2400 m². El Centro de Convenciones es el más moderno de la región y se ha impuesto como uno de los más competitivos del país, debido a su favorabilidad económica frente a otros centros y la localización estratégica de la ciudad, además, ganó como el mejor proyecto de las Cámaras de Comercio del Mundo, por su campaña "El primer Ladrillo", pues fue construido con donaciones de miles de personas y ciertas organizaciones de la ciudad.
- Centro de Convenciones del Hotel Movich Pereira.
- Centro de Convenciones del Hotel Sonesta Pereira.

### Esculturas

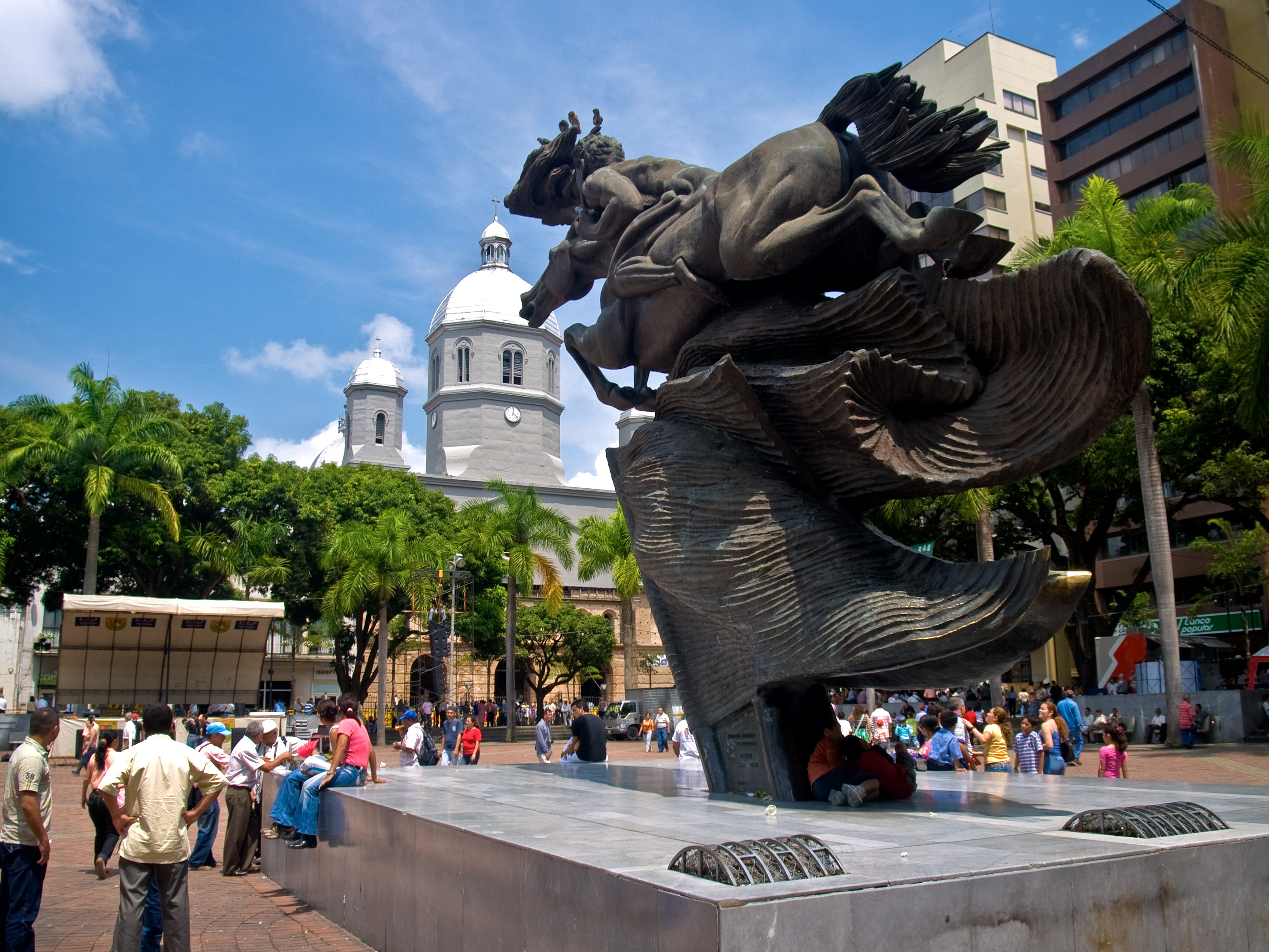
Plaza Bolívar, monumento Bolívar Desnudo y la Catedral de Nuestra Señora de la Pobreza.

Entre las esculturas más representativas de la ciudad se encuentran:
- El Bolívar Desnudo: Rodrigo Arenas Betancur. Plaza de Bolívar.
- Monumento a los Fundadores: Rodrigo Arenas Betancur. Carrera 13 con calle 12.
- El Prometeo Encadenado: Rodrigo Arenas Betancur. Universidad Tecnológica de Pereira.
- El Cristo Sin Cruz: Rodrigo Arenas Betancur. Iglesia Nuestra Señora de Fátima.
- La Rebeca: Leónidas Méndez. Parque La Rebeca Avenida Circunvalar.
- Ferrocarril: Monumento al Transporte. Frente al Terminal de Transportes.
- Jorge Eliécer Gaitán: Alexandra Ariza. Parque Jorge Eliécer Gaitán, frente al Hospital San Jorge.
- El Obelisco: Hernando Hoyos. Calle 17 con carrera 6.
- La Diana de Gavies y la Niña con Ánfora: Traídas de París y donadas por Jorge Roa Martínez.
- General Rafael Uribe Uribe: Franco A. Cano. Parque El Lago.
- El Viajero: Antonio Seguí. Avenida 30 de agosto, glorieta Cuba.

### Religión
Al igual que muchas ciudades colombianas, la religión predominante es el catolicismo, sin embargo también es posible encontrar centros protestantes, judíos, ortodoxos, musulmanes, mormones, entre otros.

## Educación

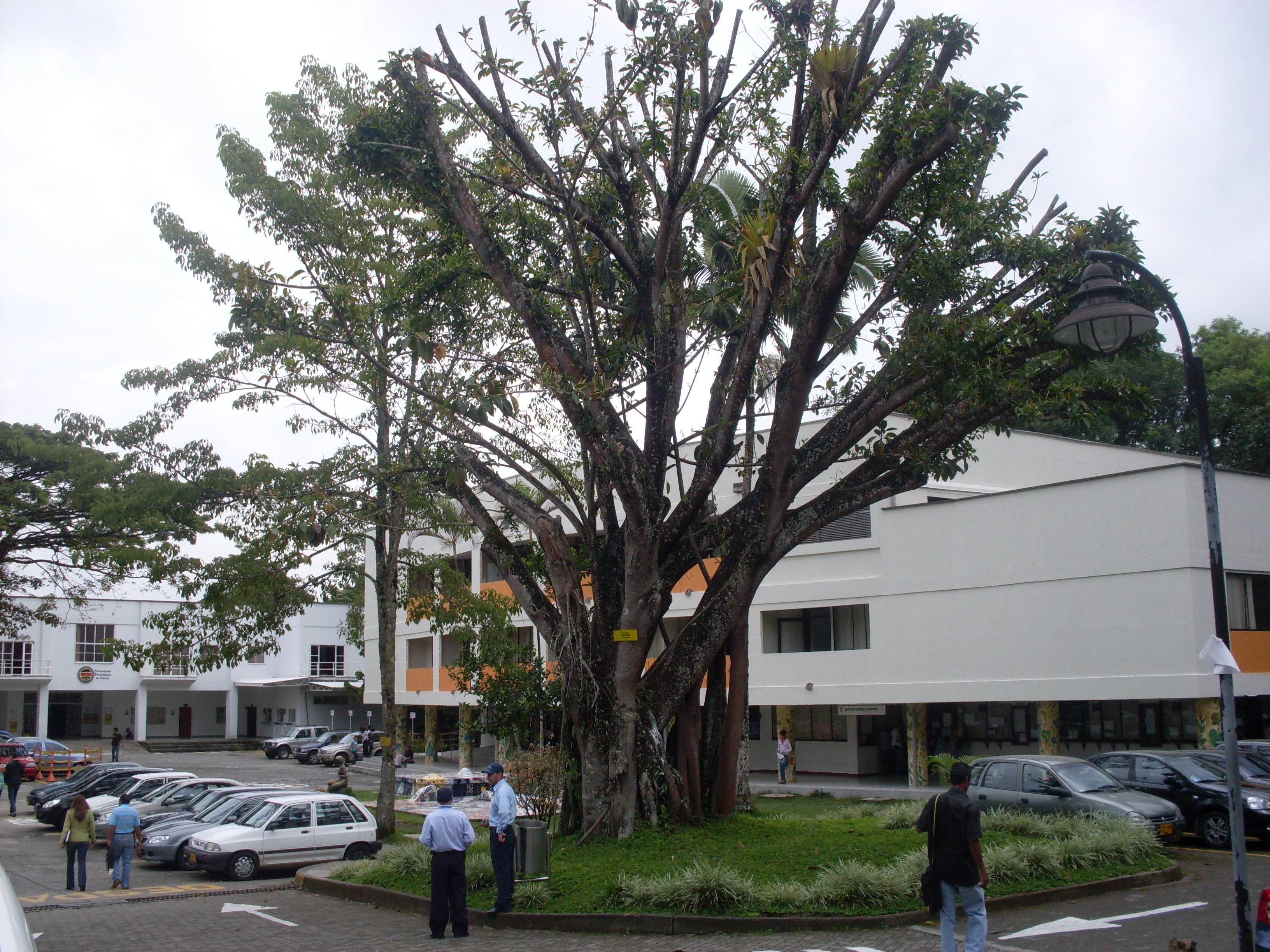
Centro de recursos informáticos educativos (CRIE) en la Universidad Tecnológica de Pereira.

#### Universidades e Instituciones de Educación Superior
La ciudad cuenta con diversos centros educativos como:
- Universidad Tecnológica de Pereira, es una universidad pública, misma que tiene la mayor población estudiantil en la región, con aproximadamente 18.500 estudiantes en 2024, donde se ofrecen carreras en pregrado y posgrado, en más de 6 hectáreas de terreno construido y otras constituidas en el jardín botánico de la universidad.
- Universidad Libre seccional Pereira, con campus campestre sobre la Avenida Sur en el sector de Belmonte y la Facultad de Derecho ubicada en el centro de la ciudad, donde además de encuentra el Consultorio Jurídico de la universidad.
- Fundación Universitaria del Área Andina, ubicada en el centro de la ciudad, cerca al parque del Lago Uribe Uribe, ofrece una gran variedad de carreras profesionales.
- Fundación Universitaria Autónoma de las Américas, con campus en la Avenida Sur sector Belmonte, además de prestar servicios como clínica veterinaria en la avenidad Circunvalar.
- Universidad Católica de Pereira, con campus campestre ubicado en la Avenida Sur, cuenta con una población estudiantil cercana a 4000 estudiantes.
- Universidad EAFIT sede Pereira.
- Fundación Universitaria Colombo Germana sede Pereira, cuenta con carreras de pregrado y de posgrado en modalidades presencial y virtual.
- Universidad Cooperativa de Colombia, sede Pereira, funcionando en el Complejo Educativo La Julita y con un campus en la Calle 50 en construcción.
- Universidad Santo Tomás.
- Universidad Antonio Nariño, sede Pereira.
- Corporación Universitaria Minuto de Dios Seccional bello operando por el centro regional Pereira con el campus campestre en el corregimiento de Galicia, km 7 Cerritos, donde funcionaba el Colegio Militar Rafael Reyes.
- Escuela Superior de Administración Pública, regional Pereira con Sede en el municipio de Dosquebradas
- Servicio Nacional de Aprendizaje (SENA) Pereira, con sede en el centro de la ciudad y en el Área Metropolitana (Dosquebradas).
- Corporación Universitaria Remington (Uniremington) sede Pereira
- Fundación Centro de Investigación, Docencia y Consultoría Administrativa (CIDCA) Pereira, con campus en el kilómetro 8, Vía Pereira-Armenia.
- Corporación Unificada Nacional de Educación Superior (CUN)
- En febrero del 2010 se inauguró en la comuna del café la primera CEDE (Centro de Emprendimiento y Desarrollo Empresarial) de la ciudad en donde se harán capa citaciones para microempresas y una sede de Teccnoparque Pereira.
- Universidad del Tolima sede Pereira CAT Pereira se ubica en la sede del colegio la  Normal superior sede jardín 2
- Instituto Técnico American Business School sede Principal, Cra 9 n.º 19-67, CEFI: Cll 15 No. 6-38, Motos Cra 5 No. 13-74. PBX: 3342779

#### Colegios
La educación básica primaria, secundaria y media, tiene los mejores estándares de calidad, con los mejores colegios públicos y privados del departamento y el Eje cafetero, según Sapiens Research.

## Las artes y las letras
Pereira a lo largo de su historia, ha contado con importantes figuras culturales que han dejado huella intelectual más allá de sus fronteras.
Merecen mención especial:
- El poeta y narrador Lisímaco Salazar nacido y fallecido en Pereira (1899-1981), también organizador sindical y tipógrafo. Siempre se identificó como liberal y simpatizaba con el ideal igualitario del socialismo. Dirigió varias publicaciones como "Colombia Intelectual", "Los Derechos" y "Bandera Roja". En vida, apenas publica el volumen "Senderos" en 1965. De manera póstuma se han publicado "Pedacitos de historia", "Relatos" y "Con arrestos de guapo". Una parte considerable de su obra es inédita, incluyendo su correspondencia con el poeta pereirano Luis Carlos González.
- El poeta Luis Carlos González (1908-1985) autor de al menos 140 poesías y 47 bambucos, entre los que se destaca la internacionalmente famosa pieza musical “La Ruana”.
- El poeta, ensayista, periodista y narrador Lino Gil Jaramillo (1908-1976), autor de más de 15 libros y numerosos ensayos publicados en todo el país. Colaborador regular en El Espectador, El Tiempo, La Patria, El Relator y Diario Popular. Dedicó sendos ensayos a Barba Jacob, Neruda, De Greiff y Ehrenburg. Además de sus libros impresos, deja material inédito desconocido hasta la fecha.
- La prolífica Artista plástica modernista Lucy Tejada (1920-2011), quien viviendo fuera, siempre habló con gratitud de su ciudad natal y a la cual donó de manera póstuma una importantísima muestra de su obra pictórica, convertida luego en la base del museo de su mismo nombre.
- El narrador Silvio Girón (1929-2008), director varios años de la Biblioteca Pública, comentarista regular en los periódicos locales y autor de varias obras como "Órbitas vacías", "Que griten las paredes", "Ninguna otra parte", "La ninfa de los parques", "Seis cuentos pereiranos", "Rastros y rostros del periodismo pereirano" y "Rostros sin nombre".
- El historiador contemporáneo Hugo Ángel Jaramillo (1933-1999), autor autodidacta del más completo y detallado compendio de la historia de la ciudad de Pereira publicado hasta la fecha.
- La directora teatral María Antonieta Mercuri  (1934-2012), quien vinculada con la Universidad Tecnológica de Pereira como docente de artes dramáticas, puso en escena numerosas obras del repertorio teatral clásico como "Antígona" y contemporáneas como "Contratanto" y "El otoño del patriarca".
- La novelista Albalucía Ángel (1939), residente en Europa por varias décadas, ganadora de varios premios literarios y autora de obras como "Los girasoles en el invierno", "Dos veces Alicia", "Estaba la pájara pinta sentada en el verde limón"[30] y "Oh gloria inmarcesible" entre otras.
- El poeta Héctor Escobar Gutiérrez (1941-2014), autor de versos cósmicos y experimentales, ha publicado 10 poemarios[31] entre los que destacan "Antología inicial", "Testimonios malditos" y "Sonetos profanos". Fue ganador del III concurso nacional de poesía Julio Cortázar en 1995.
- El poeta, novelista, ensayista y traductor Eduardo López Jaramillo (1947-2003), uno de los más prolíficos y polifacéticos intelectuales pereiranos vinculado hasta la década de los años 90 a la "Sociedad de Amigos del Arte", discípulo del Nobel mexicano Octavio Paz, autor entre otras obras de "Introducción a Sade", "Lógicas y otros poemas", "Los papeles de Dédalo", "Hay en tus ojos realidad", y la novela "Memorias de la Casa de Sade."

Aunque no han sido suficientemente estudiados y difundidos, estos pereiranos ilustres contribuyeron al discurrir cultural de la ciudad por varias décadas durante los últimos cien años y sirvieron de ejemplo, a las nuevas generaciones de artistas y escritores.

## Urbanismo

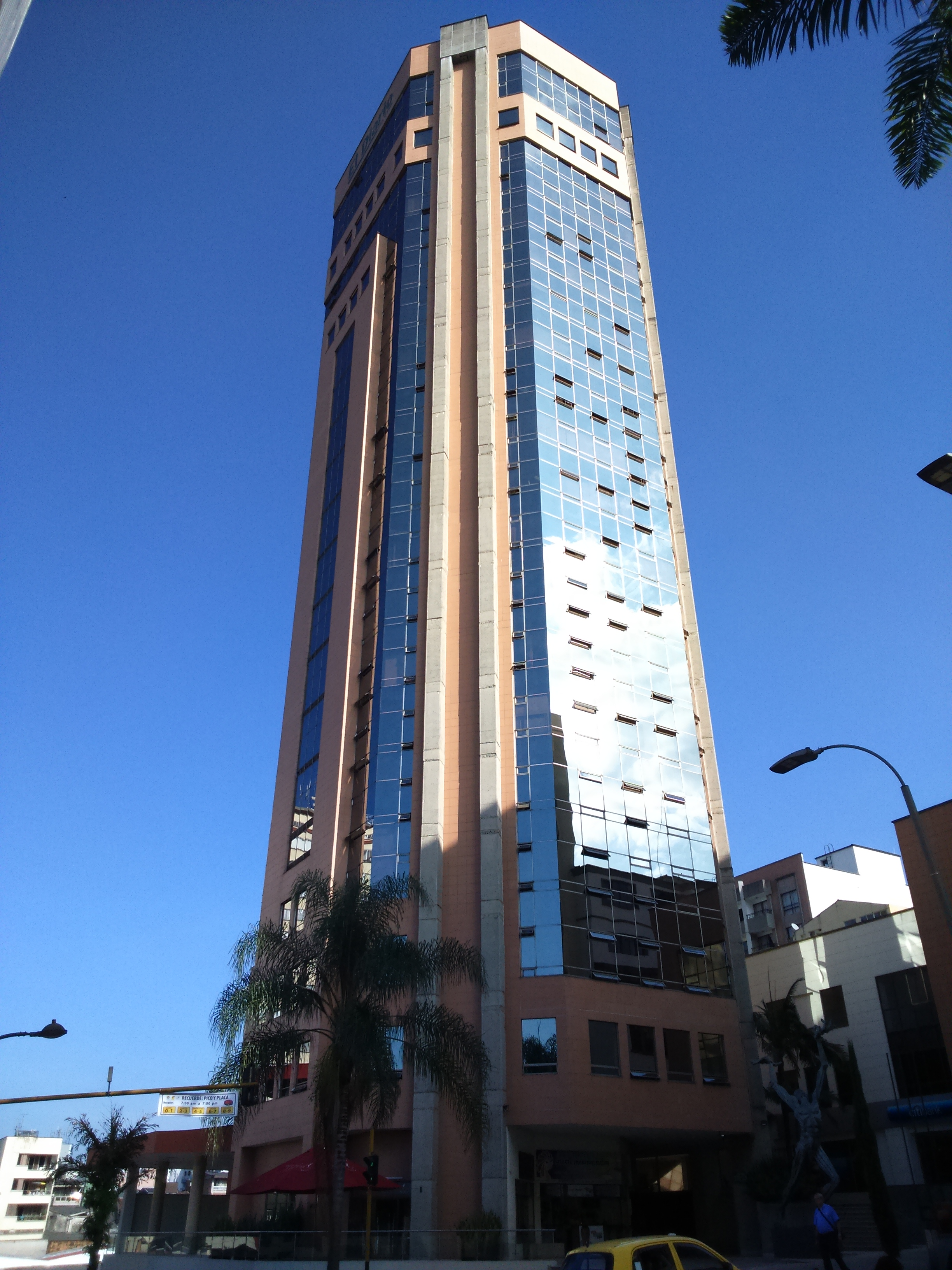
Edificio Diario del Otún en el centro de la ciudad.

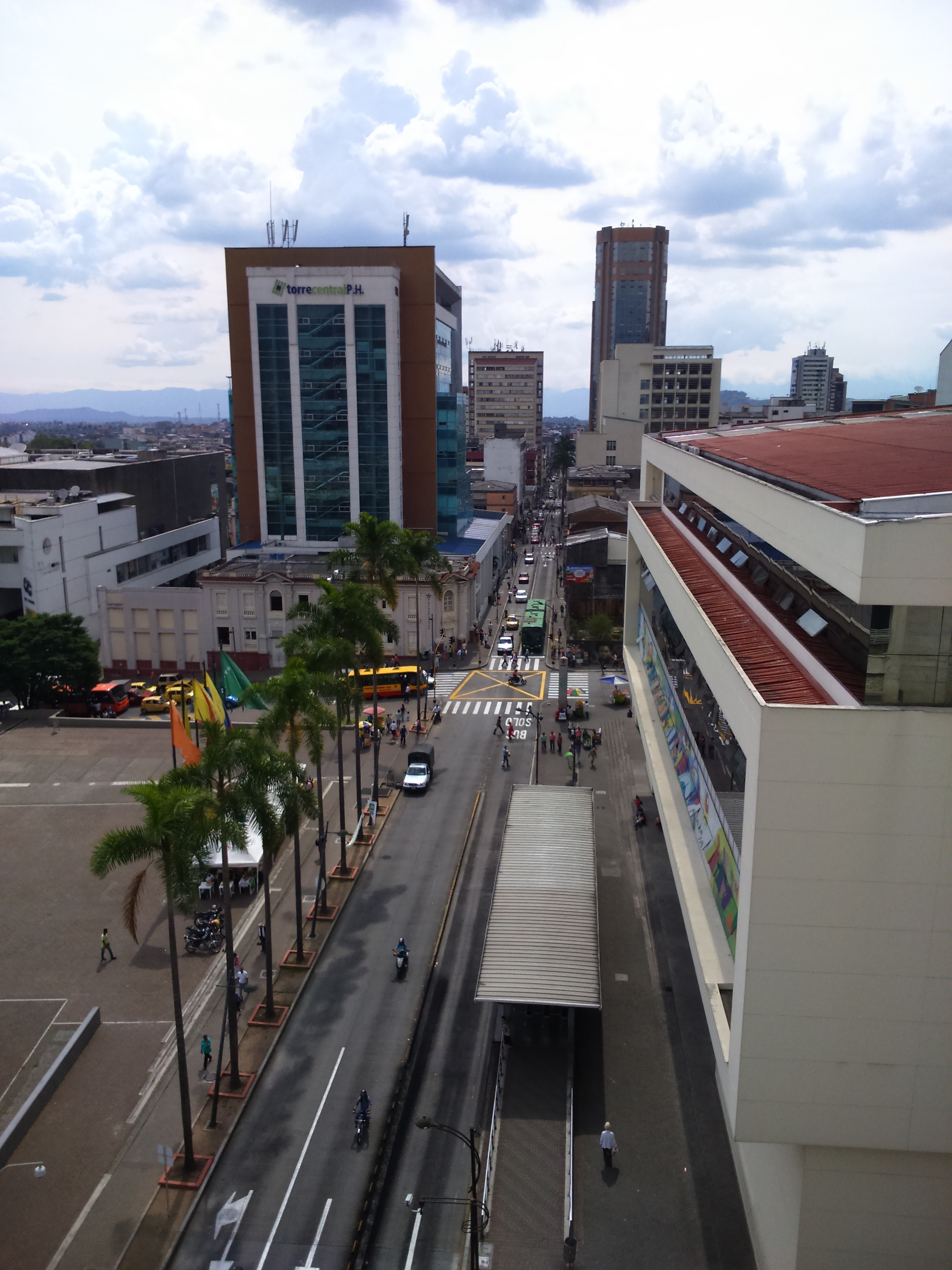
Centro de Pereira sector Ciudad Victoria

En el centro de la ciudad se pueden apreciar diferentes construcciones, algunas de ellas conservando el estilo republicano en edificios de pocos pisos. En la zona de Ciudad Victoria, se pueden encontrar desde edificios de estilo moderno, como el Victoria Centro Comercial hasta de estilo colonial como lo es el Palacio de Rentas Departamentales.
La reconstrucción del sector de la antigua Galería, el proyecto de renovación social y económica más grande que se haya realizado en la ciudad. Desde principios de la década de los 80 se empezó a hablar en Pereira de la necesidad de emprender acciones de renovación en la zona debido al deterioro de ese sector. Mediante la figura de la Renovación urbana la municipalidad permitió el desarrollo de lo que es hoy conocido como Ciudad Victoria.
Cuenta con variados espacios públicos, entre los que sobresale la Plaza de Bolívar, localizada en las calles 19 y 20, entre las carreras Séptima y Octava, frente a la Catedral de Nuestra Señora de la Pobreza, es famosa por su monumento del Bolívar Desnudo. El área es el centro principal de las actividades comerciales y financieras de la ciudad, así como un sitio de reunión para sus habitantes.
Ciudad Victoria dispone del Parque Lineal Egoyá entre las calles 14 y 18, con 0,6 ha de zona verde. Su nombre se debe a la antigua quebrada, ahora subterránea, Egoyá que atraviesa el centro de la ciudad. Por otro lado, la Plaza Cívica Ciudad Victoria, es el lugar donde se realizan los principales eventos y fiestas de la ciudad.

## Deporte

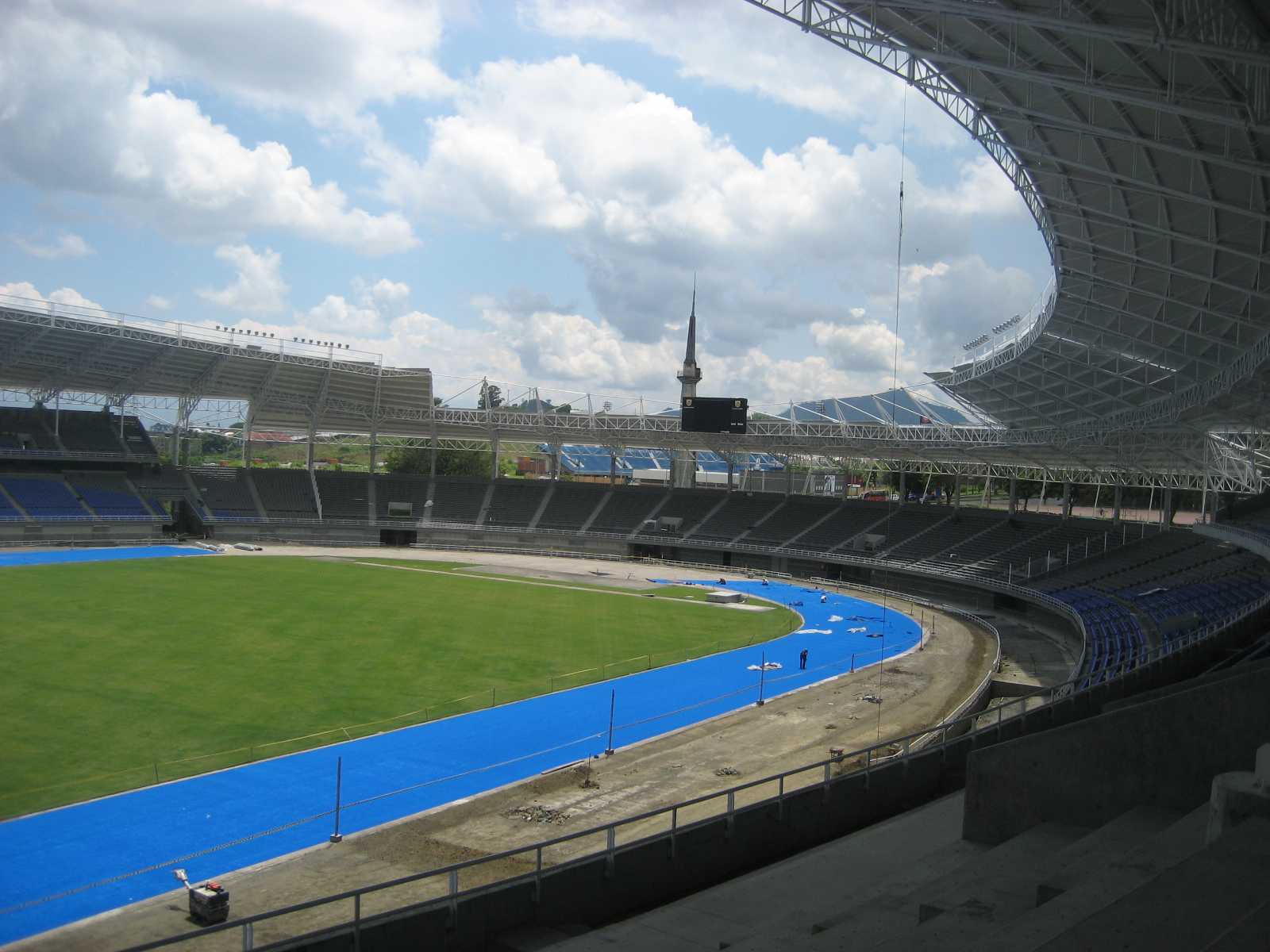
Estadio Hernán Ramírez Villegas.

En la capital de Risaralda, así como en todo el país, el deporte que más se practica es el fútbol, siendo el Deportivo Pereira el equipo de primera división. Consiguió su primer título, 78 años después de su fundación, el 7 de diciembre de 2022, al coronarse campeón del Torneo Finalización 2022.
Existen numerosas escuelas de fútbol en esta ciudad de las cuales se han dado a conocer figuras del balón pie nacional. Entre estas escuelas están: Corviva F.C, Patrick Casa de la cultura, Escuela de Fútbol John Edison Castaño, Escuela de Fútbol Diamante Comfamiliar, Olimpia, El Diamante, Escuela de Fútbol Andrés Escobar (en honor al futbolista colombiano Andrés Escobar, asesinado).[cita requerida]
En los últimos años, Pereira ha destacado en patinaje llevando a sus patinadores a grandes competiciones a nivel nacional e internacional y brindando triunfos a la ciudad y además de ello se han destacado en el judo quedando a nivel mundial de cuarto puesto.[cita requerida]
En el tenis, se han promocionado a nivel internacional jugadores tanto en la rama masculina como Santiago Giraldo (puesto 28 de la ATP en septiembre del 2014), como en la rama femenina, tal es el caso de Catalina Castaño; la ciudad es sede de un torneo categoría Challenger el cual se juega en el Club Campestre y hace parte del circuito conformado por el Seguros Bolívar Open.
| Predecesor: Ambato | Ciudad Bolivariana (Junto a Armenia) 2005 | Sucesor: Sucre |

## Medios de comunicación

### Prensa
Son pocos los medios de comunicación locales impresos que circulan actualmente en la ciudad. Entre estos se encuentran.
- El Acierto
- El Diario
- Q'hubo Pereira
- Primera Plana

### Televisión
Desde la ciudad se produce y transmite los contenidos del canal Telecafé, cuya franja de noticias es cubierta por el programa Telecafé Noticias.

### Radio
En la actualidad, la ciudad cuenta con varias radiodifusoras que transmiten desde la ciudad y otras que llega la señal desde ciudades o municipios cercanos. Cuenta con presencia de las grandes cadenas radiales como lo es Caracol Radio, RCN Radio, Olímpica Stéreo y en los últimos años se está involucrando mucho más la radio pública como Radio Nacional de Colombia y Radiónica.

## Servicios públicos
- Energía Eléctrica: Empresa de Energía de Pereira (EEP), es la empresa prestadora del servicio de energía eléctrica.
- Gas Natural: Efigas es la empresa distribuidora y comercializadora de gas natural en el municipio.

## Ciudades hermanadas
- Miami-Dade, Estados Unidos[35]